# 夏目友人帳
《夏目友人帳》是日本漫畫家綠川幸創作的漫畫作品。在《LaLa》、《LaLa DX》（白泉社）連載。單行本目前已發31冊。
動畫方面，2008年7月起至今製成6季的電視動畫，於東京電視網播出。並在其連載雜誌《LaLa》收錄附贈廣播劇CD。至2017年4月為止已播出六季（第一季至第四季各季全13話，第五、六季各季則全11話），前四季由大森貴弘出任導演；之後大森貴弘改為出任總導演，導演改由出合小都美擔任，動畫由Brain's Base改屬朱夏製作。2017年10月於朗讀活動公演宣布製作劇場版動畫，標題名為《劇場版 夏目友人帳 ～緣結空蟬～》（劇場版 夏目友人帳 ～うつせみに結ぶ～），於2018年9月29日上映，動畫同樣由朱夏製作。
2021年1月16日, 一部新片名為 《夏目友人帳 ~喚石與可疑訪客~》 在影院上映。2023年7月1日，宣布制作第七季，並於2024年秋季開始播出。
2015年榮獲SUGOI JAPAN Award動畫部門第8名。2023年BookLive讀者票選少女和女性漫畫第4名。

## 內容大綱
高中生夏目貴志有靈異體質，能看見別人所看不到的。當他得到祖母玲子的遺物「友人帳」之後，不論白天或晚上，開始有各式各樣的妖怪紛紛找上門！
原來玲子也和貴志一樣有靈異體質，大家都對她敬而遠之。玲子因為十分寂寞，便到處向妖怪下戰書，並要戰敗的妖怪交出名字，訂立服從的契約。而貴志拿到的，正是這本寫有眾多妖怪名字，能夠號令百妖，力量引人覬覦的「友人帳」！
貴志在得知事情原委之後，決心要將「友人帳」上的名字一一還給被玲子擊敗的妖怪。而想要不費吹灰之力拿到友人帳的妖怪「貓咪老師」，則自願當保鑣，保護貴志和「友人帳」，共同踏上妖怪之旅！

## 登場角色

### 主要角色
夏目貴志
配音：神谷浩史、藤村步〔少年時代〕；伍博民、陳凱婷〔少年時代〕（香港）
本作核心主角，夏目玲子的外孫，並繼承了強大的妖力，因此從小就能看見一般人無法看到的妖怪。以致被認為他總是說謊來取得別人的注意，而經常被欺負，使得他習慣隱藏自己真正的想法，而有了「人很和氣，但笑容假假的」的評價。由於夏目的母親早在他出生後不久便過世，故他並沒有任何關於母親的記憶；相反地，與父親那短短數年相處的溫馨點滴，卻是他小時候曾想過要遺忘的回憶，直到真正忘記掉了重要的事情時，他終於意識到－怎樣也實現不了的事情，倒不如將之忘卻，於是便不斷告訴自己：『不要緊；已經沒有可以留戀的人或事；現在的我不會再介懷的了』，並且努力不讓自己再觸碰任何會牽起那段回憶的事物，包括小時候的家人合照。
父母相繼離世後，導致他常年居無定所﹑顛沛流離於不同的親戚之間。在這段被輾轉寄養的童年日子裡，看遍世間百態，嚐盡人情冷暖，那些長輩的漠不關心和敷衍，同齡人的譏笑、嘲諷、不屑和鄙夷的神情，雖未有令這位正值青春期的少年變得憤世嫉俗，怨天尤人，卻造成了幼小心靈在情感上漂泊無依，與人相處時不懂如何表達自我；為了盡量讓自己不給他人造成任何麻煩而刻意保持距離，初期即使有人對他示好也是刻意遠離，在疏離的大人眼中顯得難以管教。所幸，還有一對真心關愛他的夫婦，給予了他真正安身立命之处。長久以來對人的提防和退让，對於無盡失望﹑落寞之感的独自承受，都在藤原夫婦的理解和疼惜中慢慢得到消解，心被温柔對待後變得柔软，漸漸亦能表達自己。
得到玲子的遺物友人帳後，與貓咪老師一起開始過著歸還妖怪名字的生活。在歸還名字後，玲子的記憶會化為思念傳進他的腦海裡，令他對玲子有更多的認識。但每次歸還名字後會消耗大量體力。對妖怪持有感情，即使被貓咪老師認為是弱點也不想改變。
漫畫公式書中曾提到夏目對於自己女孩子氣的外貌有些困擾，所以說話時常會故意使用較有男子氣概的語氣與用詞；曾經被小學生罵「人妖」、「娘娘腔」、「豆芽菜」而大受打擊。在學校的女孩子間很有人氣，但本人遲鈍到完全沒感覺。小說版亦提到剛轉學過來時，在學校的女生間私底下引起不小的騷動。
貓貓老師・斑
配音：井上和彥、小林沙苗〔女高中生型態〕；翟耀輝（香港）
被某人封印在招財貓裡的。因為夏目不小心弄斷封印的繩子而被解放，作為回報，變成寵物貓兼保鑣與夏目一起生活著。可是因為多年被封印在招財貓中而被同化了，成為「像招財貓的貓」。本名是「斑」。原形是一隻龐大的野獸，擁有強大妖力，緊急時能變回原本的樣貌，展現高強的攻擊力，不過變成妖怪時一般人看不到。根據貓咪老師所稱，招財貓的外形是「容器」，因此無妖力或靈力的人可以看見其形。因貓樣外型圓滾滾的，所以有時會被叫「大肥貓」或「頭很大的胖貓」。
強勢的成為夏目的保鏢並要夏目尊稱他「貓咪老師」，會告訴夏目許多妖怪的事。夏目為了歸還「友人帳」上妖怪的名字而需要幫忙，就與貓咪老師約定如果夏目死了友人帳就歸他。因為拒絕與鈴子的決鬥，所以名字不在友人帳上。在過去似乎與鈴子交情不錯，曾跟夏目說到：「曾打算在鈴子死後，由他來保管友人帳，因為認為不會有人繼承它」。非常愛喝酒以及甜食，安閒的時候會偷溜出去喝酒。與夏目表面上常常吵架，但其實非常重視和保護夏目。能夠變身成任何自己想要的形象，通常是變成女高中生(似乎是玲子的外貌)；也曾變成夏目的樣子，但因氣質差太多，就連普通人類都會覺得貓咪老師變成的「夏目」怪怪的。
藤原夫婦將他視為家中的寵物，塔子稱呼其「貓吉」，滋則稱呼其「貓五郎」。田沼經常忘記其名，其稱呼有「胖太」、「喵喵老師」、「喵太老師」；動畫版某次貓咪老師曾生氣地說:「如果記不起來就叫老師就好了」。柊則是稱呼其為「貓咪饅頭」；名取也曾在跟貓老師吵架時，罵他是饅頭貓。
夏目玲子
配音：小林沙苗；黃紫嫻（香港）
夏目的外祖母，友人帳的制作者，外表清秀亮麗的美少女。很年輕就死了，死因不明，目前只知是過世在一棵樹下。
擁有非常強大的妖力，看得見妖怪，不過也因此無法與人正常往來。為了消愁，與遇見的妖怪交手並打敗他們，讓他們將名字寫在紙上製成友人帳。從未有過戰敗紀錄的強大，就連她自己也會說出「我很強的唷」這樣充滿自信的話語。
雖不知法術從何習來，但的確懂得些許的法術且實力強大無比，連具有神格的高等妖怪都能打敗。有點大剌剌的個性，常常會忘了約定和忘記還名字。
貌似認識滋。
田沼要
配音：堀江一真；黃榮璋（香港）
高中一年一班學生，夏目的同級同學兼好友。9月17日生，處女座，15歲，身高，O型。
夏目轉學至現在的學校後不久搬到八原的廢寺。父親是住持並有強大的靈力，因為是修行得到的，所以田沼父親雖然靈力很強卻完全看不到妖怪，也感覺不到，有淨靈能力但也只是隨便釋放力量（通常會誤打誤撞的命中），因此曾使八原附近的妖怪苦不堪言而求助夏目。
田沼的靈力並不強大，也沒有妖力，但能感覺到或看到模糊的影子，因為沒有妖力而常受妖氣侵襲生病感冒，為此苦惱。是夏目“第一個坦白自己看得見「奇怪的東西」”的朋友。擅長將棋。不懂表達自己，雖然想問夏目有關妖怪的事，但總因為顧慮著夏目的心情而沉默著。劇情中或多或少透露「要是看得到就好了」的心情。曾經被妖鏡附身，期間借助它的力量能清楚看見妖怪，因此知道夏目一直所面對的事。一直很擔心夏目，總是輕易看出夏目想隱瞞的事然後出手幫助。在瓶子的彼端之章中看出了貓老師偽裝的夏目，知道了夏目被困在瓶子之後闖入妖怪世界一度陷入危險，夏目因此自責不已。因一次次與妖怪有關的事件，夏目和田沼的牽絆越發深厚，夏目亦逐漸下定決心告訴他自己一直獨自面對、有關妖怪的事。對一般人時個性相當自我，但對夏目卻意外的坦白，也將多軌視為好友之一。
- 田沼父親（名字不詳）　配音：松本保典；何伟诚（香港）

八原的住持。雖然靈力很強卻完全看不到妖怪，也感覺不到，有淨靈能力但也只是隨便釋放力量（通常會誤打誤撞的命中），因此曾使八原附近的妖怪苦不堪言而求助夏目。漫畫中，後來夏目亦也看見他肩膀上有金色的神靈守護著，貓老師說那是經由對神佛的敬供及持續不懈的修行所得來的；但只會守護其父親，不一定會跟著守護田沼。
多軌透
配音：佐藤利奈；顏頌怡（香港）
與夏目同校的少女。高中生，5月15日生，金牛座，15歲，身高，O型。家族成員為父母（長年在國外）和哥哥多軌勇，但他不常回家，於漫畫95話登場，曾表示可以把妹妹交給貴志，和多軌一樣是貓咪老師控，而且力氣還比多軌大。
喜歡可愛的東西（但審美觀與眾不同）。於動畫第二部第六話登場。
平時不能看見妖怪，不過畫了從外祖父那學來的陣，便能看見進入到那個陣的妖怪。過去家中曾從事著陰陽師的工作，留下了許多資料，多軌只繼承了微弱的力量，但是天賦異稟根據祖上留下來的古書學畫陣型，有着能讓妖怪顯形的效果，且陣中可以積存妖力雖然看不到妖怪，但利用「畫陣」能使自己或他人看見妖怪；曾經無意間看到陣中的妖怪而被其詛咒，只要多軌叫了名字的人，最後十三個就會和她一起被妖怪吃掉，所以有一年幾乎不開口說話，從小妖怪那裡聽說「夏目」能看見妖怪，與夏目合力解決了那個大妖怪後成為了朋友。非常喜歡貓咪老師，曾承認自己看到可愛的東西就會情不自禁的病態行為，每次看見他都會用力抱住，因此貓咪老師不怎麼喜歡看到她(雖然第一次見面時，曾因被多軌稱讚而暗自興奮)。與夏目之間存在著某種些微的情感，曾被西村和北本誤以為與夏目正在交往，稱呼貓咪老師為「小貓咪」。

### 除妖師
名取周一
配音：石田彰、大浦冬華〔少年時代〕；葉偉麟、石梓晴〔少年時代〕（香港）
名演員。11月12日生，天蠍座，23歲，身高，A型。家庭成員不明，特技是散發閃亮的氣場。因其外貌俊美且非常顯眼，也導致他的個性有些自戀，口頭禪為：「對不起我太亮眼了。」
能看見妖怪，由於祖先為從事除魔的行業，但後代越來越少有陰陽眼，導致名取一族的沒落，後來某一代當家覺得厭惡而不再從事，但留下了許多的資料，因此名取藉著那些資料暗中從事驅妖職業，實力十分強大，能支使一些妖怪。與的場一門的首领-的場静司的關係相當微妙，是少年時期就相識的 「熟人」，不過他認為和的場靜司看到的不是同樣的風景，而走向不同的道路。年少時稱呼的場為「那傢伙」、「靜司」，生氣的時候會直呼全名。後來因為夏目和田沼的關係影響，名取也漸漸明白正是看不到相同的風景才更需要互相了解。身上有一個會亂跑的壁虎形狀的痣（妖怪），可是這個痣怎麼跑都不會跑到左腳。在調查壁虎妖怪時，漸漸了解妖怪的事情。與夏目擁有同樣的遭遇，不過對妖怪的看法與夏目完全不同，可以說是憎恨著妖怪 (但對人類無害的妖怪則不會起殺心)。
後期受到夏目的影響漸漸的改變對妖怪的看法，總是以意想不到的方式出現在夏目身邊並保護著他。在偶然的機會下聽見妖怪跟夏目的對話得知夏目擁有「友人帳」，並開始著手調查。後來夏目決定告訴他真相，是夏目第一個主動告知友人帳的存在的對象。但他認為友人帳對夏目很危險，「不如一把火燒掉」。

#### 的場一門
的場靜司
配音：諏訪部順一（日本）；何偉誠（香港）
的場一門的現任首领，22歲，身高，11月1日生，AB型。第三部第六話初登場。在漫畫中是個強大且冷酷的男人，渾身散發着危險的氣息，對有著強大妖力的夏目很感興趣甚至動了想讓夏目入門的念頭。與名取周一的關係相當微妙，是少年時期就相識的 「熟人」，年少時稱呼名取為「周一同學」。但他們會在人前假裝不熟悉，連夏目一開始都覺得他們是敵對的。和夏目貴志與名取周一對待妖怪的態度截然不同，夏目為了守護人與妖怪而奔走，但的場一門認為所有妖怪皆為邪惡的存在，必須加以封印或驅除，甚至四處找尋並收服強大的妖怪，來作為自己的式神使用。
祖先曾與妖怪約定以右眼來換取看的到妖怪，但先前的某個祖先違反了約定。其後的埸當家的右眼都成為了妖怪目標，因此他為了保護右眼不被妖怪取走因而包著符咒，據本人說臉的右半部有傷痕。
特徵為紮有長髮，名取周一說是方便日後與妖怪交易。手持油傘，身上很多特徵都是為了對付妖怪而留下來的。戰鬥時，武器使用弓箭。
在漫畫75話中，在除妖師集會場所外頭的一棵樹上掛著一件普通人看是純白色的和服，會隨著觀看者自身妖力的強弱而呈現出不同顏色，像是白色、藍白色、橙色等，一般只擁有強大妖力的人只會看見紅色系的顏色而已。而的場靜司能看見紅色且用黃色菊花、大朵的芍藥花裝飾的和服，據說真正厲害的人才能看見此花紋，相對的，這一類的人也少之又少，相當稀有；順帶一提，名取周一看見的是很深的紅色和服。
七瀨
配音：土井美加（日本）；陳凱婷（香港）
的場靜司的“秘書”，第一季結尾時就已經出現，第二部第十話才正式登場，憎恨妖怪，認為它們是邪惡的存在。曾为了捕獲一隻妖怪作式神，不惜讓手下的式神當誘餌並犧牲。似乎從妖怪那裡聽說了不少夏目玲子的事，與的場静司一樣希望能讓夏目入門，但對待式神的方式讓夏目對她印象並不好。

### 其他
藤原塔子
配音：伊藤美紀；王慧珠（香港）
夏目的父系遠親，收養了沒有棲身之處的夏目。與丈夫藤原滋沒有孩子，能收養夏目使之非常的高興。心地和善，非常重視夏目。
藤原滋
配音：伊藤榮次、加藤奈奈繪（少年時代）；梁志達（香港）
夏目的父系遠親，收養了沒有棲身之處的夏目。與妻子藤原塔子沒有孩子，能收養夏目使之非常的高興。在年幼時曾經與鈴子往來過，鈴子也曾幫他趕走家裡的妖怪。
夏目的父親
配音：小西克幸
夏目已故的親生父親。
北本篤史
配音：菅沼久義；郭俊廷（香港）
夏目的同级朋友，為人可靠，完全不知道有關妖怪的事情。是夏目被藤原夫婦收養而轉學後最初交到的朋友之一在漫畫中和田沼同班，動畫中為了方便角色交流，而與夏目及西村同班，於第三季時變回漫畫的與田沼同班。對於夏目因妖怪的影響而做出的奇妙舉動雖然不解，但仍很認真的對待及關心夏目。
西村悟
配音：木村良平；鄧燦陽（香港）
夏目的同级朋友，是夏目被藤原夫婦收養而轉學後最初交到的朋友之一。個性輕率，喜歡色色的東西，完全不知道有關妖怪的事情。是對於夏目因妖怪的影響而做出的奇妙舉動雖然不解，但仍很認真的對待及關心夏目。很積極努力地想追多軌。
笹田純
配音：澤城美雪；石梓晴（香港）
戴眼鏡，與夏目同班的班長，11月30日，O型。曾因重要物品掉落(母親的遺物，為她的護身符)，受到妖怪「時雨」幫助而找回，且認為夏目可以看到妖怪。雖然夏目沒有明確告訴她，但是幾乎認定夏目能看到妖怪，在一次上學途中，見到夏目無故用水倒落地（夏目是想倒水到河童的頭上）。每次想跟著或與夏目多聊一下，卻總是有其他事情擱住或讓夏目給溜掉。在漫畫中，因為要轉學，藉舉辦試膽大會，希望夏目幫忙其見到「時雨」，試膽大會結束後夏目送花並互相道別，也是夏目初次送走轉學的同學。家庭似乎很複雜。但動畫中，並沒有轉學而繼續留著。對夏目不同於常人的舉動有極高的興趣，所以很想知道關於他的事，對夏目也似乎頗有好感
廣播劇中提到以前創下班上只有自己通過所有科目的記錄。曾提出要幫夏目補習，表示「只想幫夏目一人補習。」而叫夏目到她家去。
民子
配音：石毛佐和；蔡雁紅（香港）
貓咪老師曾因與夏目發生口角出外散心時遇到的小女孩，是笹田班長鄰居家的女兒，因為父母總是工作繁忙而寂寞。
柴田克己
配音：細谷佳正；郭立文（香港）
夏目的小學同學。現在為榊西高中學生。
因有帥氣的外表而有不少女性朋友。小學時稱夏目為「騙子」並欺負他。其實十分愛逞強。為了鑑定愛慕的女學生村崎是否為妖怪，而半脅迫性要求夏目幫忙。深愛著身為妖怪的村崎，並好幾度拒絕相信夏目的話。後來感受到夏目轉交村崎的信之訊息，並要求見村崎。最後牽著村崎的手直到她消失。
後在陸第3話再次出現。
緒方由里子
配音：伊藤静；黃紫嫻（香港）
夏目初中時期的同級生。待夏目友善。
咒術師
配音：世戶沙織；蔡雁紅（香港）
第7卷登場的女咒術師。自己的式神為的場所害，要向的場復仇。

### 夏目組・犬之會妖怪
八原中級妖怪
配音：松山鷹志（つるつる）；下崎紘史（牛）
作中只提及兩隻，一隻單眼獨角，另一隻頭像牛。因除妖師一役，到夏目家邀請夏目去八原收拾除妖師。夏目以「不想和人類結怨」作為理由，一口拒絕它們。它們不肯放棄，上學放學親自接送，夏目不想被它們阻礙正常生活而答應了它們。夏目到了八原，除妖師就進行淨化，第1次因為是中級妖怪的緣故，不需要離開八原。第2次被淨化波直接命中。事件結束後在沒有本人的同意下擅自成立夏目組・犬之會的類妖怪組織，並將夏目奉為組織的精神領袖，此後一些受過夏目幫助或是欣賞其氣魄的妖怪也會參加組織聚會。
三篠
配音：黒田崇矢；梁志達（香港）
強大的馬型妖怪，耳上有鈴鐺裝飾，家臣小青蛙曾被夏目所救，是池塘的守護神。數度向夏目索取名字未果。而後對夏目小小試煉了一下，認為夏目雖沒有能力繼承友人帳，但仍舊將名字交給夏目保管，並允諾夏目召喚即出現。後來似乎認可夏目，即使夏目沒呼喚牠也會出現，並會打趣夏目說：「誰叫我的主人都不呼喊我的名字呢？」在斑被五日印的詛咒波及時，曾暫代斑成為夏目的保鑣。總是稱呼夏目為「夏目殿下」。跟斑似乎互看不順眼，每次見面總是互相嘲諷對方。
丙
配音：岡村明美（日本）；陳凱婷（香港）
夏目受到五日印詛咒時，三篠找來的幫手。擅長詛咒並擁有極豐富的詛咒知識，嚴重喜歡鈴子並極度討厭男人，常常抽菸。以前因為鈴子跳進湖裡幫她撿髮飾打動了丙（第二部第五話），後來也認同了夏目。跟斑似乎互看不順眼，每次見面總是互相嘲諷對方。看到斑變成招財貓後取了一個綽號「貓丸」。
河童
配音：知桐京子（日本）
動畫第一部第四話登場，本名未知的下級妖怪，因為炎熱天氣幾度昏倒在路上，被路過的夏目幫過數次，此後定期參加中級妖怪成立的夏目組・犬之會聚會。
紅峰
配音：渡邊美佐（日本）；黃鳳英（香港）
右眼有個蝴蝶裝飾的妖怪，住在森林裡，在動畫的第二部第一話登場，為了解除主人-狸追的封印，協助夏目潛進森林的宴會，事成後為了報恩留在現世，與嚴重喜歡鈴子的丙不同，對鈴子只感覺恐懼。
小鬍子
配音：チョー（日本）
高級妖怪，據本人和斑的說法，比斑還要高級，因此斑所張開的「小小結界」對其無用。 在家中祖先為陰陽師的多軌透的畫陣下顯形，使得平時無法看到妖怪的老婆婆也能看到他而驚慌失措，因此求助於夏目。頭大身體小，因臉上有八字鬍得名，平時著日式浴衣（和服） ，說話句末總是加上「～であります」，喜歡喝酒，移動速度很快。 非常友善，但貓咪老師和小鬍子每次見面都會吵架。原型為白龍（漫畫108話）
子狐
配音：矢島晶子（日本）；黃紫嫻（香港）
小狐妖，居住在雁羽溫泉附近的森林，將用石頭堆砌而成的墓碑當作已過世的母親對話。因為夏目幫助了被森林中其它妖怪欺負的自己而心生仰慕，由於妖力不強，一般人眼中為狐狸的模樣，為了再見到夏目而用藥物短暫變成人類(但耳朵和尾巴還是會跑出來)，並搭電車前去找夏目。期間希望夏目將自己的名字加入友人帳但被拒絕了。在第一部最終話，為了看見夏目而前往祭典，途中因為被其他妖怪陷害而被名取所救，並且在柊的幫助下，找回一日變為人的藥物。一年後(動畫第三部第八話)，夏目和滋一起拜訪燒窯的安井先生再度來到，聽見老是欺負的妖怪二人組提及夏目用意，便隻身獨自尋找治療貓咪老師被的場射傷的草藥。夏目離開前將燒製畫有狐狸圖案的瓷盤留給自己。

### 妖怪與神明
斑（Madara）　⇋ 貓貓老師（ニャンコ先生）
配音：井上和彥、小林沙苗（女高中生型態）；翟耀輝、黃紫嫻（女高中生型態）（香港）
被封印在招財貓裡的妖怪。因為夏目不小心弄斷封印的繩子而被解放，做為回報，變成寵物貓兼保鑣與夏目一起生活著。可是因為多年被封印在招財貓中而被同化了，成為「像招財貓的貓」。原形是一隻龐大的野獸，擁有強大妖力，緊急時能變回原本的樣貌，展現高強的攻擊力，不過變成妖怪時一般人看不到。根據斑所稱，招財貓的外形是「容器」，因此無妖力或靈力的人可以看見其形。因貓樣外型圓滾滾的，所以有時會被叫「大肥貓」或「頭很大的胖貓」。
強勢的成為夏目的保鏢並要夏目尊稱他貓咪老師（ニャンコ先生），能告訴夏目許多妖怪的事。夏目為了歸還「友人帳」上妖怪的名字而需要幫忙，就與斑約定如果夏目死了友人帳就歸他。因為拒絕與玲子的決鬥，所以名字不在友人帳上。非常愛喝酒，安閒的時候會偷溜出去喝酒。與夏目表面上常常吵架，但其實非常重視和保護夏目。能夠變身成任何自己想要的形象，通常是變成女高中生(似乎是玲子的外貌)；也曾變成夏目的樣子，但因氣質差太多，就連普通人類都會覺得斑變成的「夏目」怪怪的。
菱垣
配音：齊藤貴美子；杜翠翎（香港）
低級妖怪，在玲子的記憶中得知，她在路旁地藏王石像與菱垣相遇，正當它想拿供品（豆沙包）吃時，被玲子拿走了。玲子和它約定，勝了就給它吃七辻屋的豆沙包，輸了就要做她的手下，結果被玲子用棒球掍一擊打敗，玲子走後一直在等她的召喚，但過了很久也沒有發生，變得比以前更寂寞，認為「既然不召喚我就還回名字」。被夏目歸還名字。
露神
配音：青野武；郭立文（香港）
和斑第一次相遇時有成年人的大小，是一種依照信奉它的人而改變大小的妖怪。請求夏目歸還名字，但兩頁友人帳黏在一起，假如強行撕開，兩隻妖怪會同時受傷，或者死亡 。夏目原認為它是神明，其後自己解釋，只是一隻妖怪，沒有居所而暫住祠堂裡，在一次旱災時，村裡的人為祈雨而來到祠堂供奉供品，第2天巧合的降雨，使村裡的人都叫它做露神。但因為時代變遷，人們漸漸遺忘供奉使露神的形體越來越小。最後因為最後一個信奉的人--花子(聲：喜多道枝)老奶奶去世了，所以也跟她一起離開。夏目找到另一隻妖怪時，同一時間歸還它們兩隻妖怪的名字。
濯
配音：安元洋貴；葉偉麟（香港）
接受人類的殘羹剩飯，為對方洗碗作為報答的妖怪。在露神前後被鈴子打敗的妖怪，因為友人帳上的名字與露神的名字黏在一起(因為飯粒的關係)，所以特地去尋找出來，和露神一同歸還名字。身上有一個「參」字的妖怪。
時雨
配音：土田大；郭立文（香港）
本來是招福的神明，被商人關進地窖，因而開始憎恨人類變成妖怪並燒掉商人的家。地窖原址後來蓋了夏目的學校，時雨仍在夏目的學校裡徘徊。國中時的笹田純在一次試膽大會搞丟重要東西時為了早點趕她走幫她找回來了。在夏目的試膽大會中帶走除了夏目和笹田外所有人。被夏目歸還名字。
三都
配音：平井善之；何偉誠（香港）
第一季動畫原創角色。河馬型妖怪，傻大個型，懶懶散散的口調且講話常常不著重點。因為當時惹官栗生氣，玲子便約定陪他一起去霧沼找三栗和好但她卻忘了，結果便一直在森口車站等玲子，而後由夏目和斑陪同前往。被夏目歸還名字。
官栗
配音：柳原哲也；葉偉麟（香港）
第一季動畫原創角色。鯰魚型妖怪，三都的好朋友，個頭小但講話急促。因為三都將名字給了玲子而生氣，之後又因久等不到三都的道歉而被地靈(怨念和憤怒的集合體)附身，被斑打倒後回復原狀，之後和三都和好。
燕
配音：柚木涼香；陳凱婷（香港）
原型是燕子的妖怪，作中沒有特別強調名字，住在因水患沉沒的二葉村。因為想見救命恩人所以一開始附身在夏目身上，後來在夏目的幫助下順利見到了對方。夏目對她產生感情，義無反顧的想幫助她，不顧危險想在二葉祭拿到能變成人類的浴衣給她。
垂申
配音：高瀨右光；梁志達（香港）
龍型妖怪，和燕一樣居住於二葉村，枯水期時和其它居住於二葉村的妖怪去向夏目請求歸還名字。告知夏目二葉祭中有能變成人類的浴衣，原想誘使夏目參加讓其被妖怪發現而吃掉，後來看到夏目將燕視為朋友而義無反顧幫忙的態度覺得與其吃掉還不如繼續看下去。被夏目歸還名字。
螢、杉野章史
配音：桑島法子、浜田賢二（日本）；顏頌怡、郭立文（香港）、
戴著寫有文字面具的金髮女性，原本是沼澤邊的螢火蟲，據貓咪老師所說是受到山神報恩而變成妖怪，與杉野章史相愛，但因章史看不見妖怪後無法交談，知道章史結婚後就不會再去沼澤後，為了能再見章史一面，不惜放棄妖怪的生命而選擇再次成為螢火蟲度過短暫的一生。
柊
配音：雪野五月（日本）；朱碧怡（香港）
帶著有著一對長角的獨眼面具，多年前被一個祈福師封印在一個大家族的門柱上守護家族的倉庫。如果不遵守使命脖子上的繩子就會勒緊直到斷頭。曾經試著逃脫而受傷，遇到小時候的名取周一，名取便幫她包紮她的手。長大後的名取以滅妖師的身分受委託來驅魔，卻不記得小時候幫過她的事。在夏目和貓咪老師先後衝進法陣時撿回一命，名取也幫她把脖子上的繩子燒掉。名取給她一個新名字柊，並自願成為名取支使的妖怪之一。
淺葱
配音：能登麻美子（日本）；陳凱婷（香港）
藍髮藍瞳的美麗女性，原本在貴族妖怪聚集的磯月森林中為名為壬生的神明撫琴，因為得了一種肢體逐漸沙化的不治之症而無法再撫琴並被送返回鄉。藉由寄宿在不同容器中減緩病情惡化，現寄存於銅側背的葫蘆中。附身於夏目身上時，常常不自覺地奪取了夏目的意識，展現出女性溫柔的一面而讓周圍的男性友人產生莫明的情愫；在最後完成了心願為銅撫琴演奏便離開了夏目的身體並由銅送回故鄉。
桐
配音：伊丸岡篤（日本）；黃志明（香港）
繃帶纏住頭髮和左眼的男性，隨身扛著一個大紅傘，被夏目取名為[蛇眼]，原是在磯月森林中為壬生神撐傘者，對淺葱深有好感，一心想完成淺葱再度撫琴的願望，趁夏目熟睡時將淺葱放入其體內，希望藉此讓淺葱能在壬生神前再度演奏一次；最後瞭解了淺葱的心意並聆聽了淺葱為其的演奏，在謝過夏目後便將淺葱送回故鄉。
狸追
配音：松風雅也（日本）；黃榮璋（香港）
妖力強大的森林之主，與其說是一名妖怪，倒不如說更像天使，把自己的力量分給下等的妖怪還讓他們住在森林裡。以前變成人類模樣去村裡玩卻被捕獸夾夾到，被一位獵人所救而常常去找他，一次襲擊家畜被封印在紅磚房子的牆下。結界被夏目弄斷了，但因為名字給了夏目玲子，所以用黑色招財貓做容器（除了顏色外長得跟貓咪老師一模一樣），不能說話也不能用友人帳找名字。很喜歡人類，為了請夏目阻止森林的妖怪襲擊人類搶走友人帳。被夏目歸還名字。
玄
配音：吉野裕行（日本）；郭立文（香港）
一身雪白的男性，寄宿於芝野原的一對石像中保護森林的守護神。為了阻止並帶回化為惡靈的翠，原想附身於能移動的夏目身上卻意外附於夏目所作的雪兔上，致使人形時頭上會有一對兔耳。其間一直壓抑失去翠後的寂寞所產生的負面情感，曾一度差點變成惡靈，而請求夏目將其名字寫入友人帳並撕毀但被拒絕。
翠
配音：高垣彩陽（日本）；顏頌怡（香港）
一身雪白的女性，和玄一樣為寄宿於石像的守護神。過去的村民將作物欠收歸咎於守護神的責任而將其石像毀壞，致使成為怨恨人類的惡靈，所到之處了無生機。
小玉
配音：青木沙耶香（日本）；陈姻岐（香港）
一種近似龍與鳥名為辰巳的妖怪，由於此種妖怪不會養育自己的後代所以數量不多，其孵化時會化為第一眼見到的生物模樣，生長到某一階段會變回原形而離開。夏目在家前樹上的鳥巢裡發現交由貓咪老師孵化，因為是從蛋裡孵化出來，所以貓咪老師以此命名。
霧葉
配音：寺崎裕香（日本）；駱慧怡（香港）
第二季動畫原創角色。一頭綠髮的孩童，口頭禪是"對不起"，容易慌張且有點兒笨手笨腳，讓人忍不住想對他惡作劇，因為一直住在森林裡而嚮往能看到海。其名字被玲子寫在紙上並繫於樹枝上，承諾於50年後再歸還；之後由夏目等人一起尋找並瞭解玲子的用意。被夏目歸還名字。
笹舟
配音：廣橋涼（日本）；朱碧怡（香港）
金髮的人魚妖怪，外表看似溫柔但性格高傲，平時化為魚的型態；因為人類大量狩獵人魚(傳說人魚的血肉有不老不死之效)，所以極度討厭人類。御石莊民宿的老闆娘小時常去河邊找她玩，當想表明身份時卻被乞求人魚之血而深感失望;當時老闆娘是為了救鄰居大哥，事後也對自己草率的行為深感後悔，怕因人魚傳說而使那位大哥只能一直目睹親友的死別。被夏目歸還名字。
巳彌
配音：杉本優（日本）；黃紫嫻（香港）
為了取回夏目在跳蚤市場得到並掛於房內的畫(只有樹枝的畫)而跟至家裡的女妖。在帶著昔日人類好友八坂(聲: 野島健兒)寄宿的畫旅行途中不小心被人撿走而想取回，因長年攜帶於身上，畫本身也擁有妖力而深根於壁上並漸漸吸收夏目的精力使其衰弱。不忍夏目之際而決定將畫燒毀，於燒畫前晚和夏目一起將櫻花點綴於枝芽上；在夏目失去意識後醒來的隔天，已不見巳彌和畫中的八坂。
借目
配音：千千和龍策（日本）；郭立文（香港）
頭小體大的人型妖怪，進食方式是由身體上的嘴巴；對於看上的住家，會招來遭禍以趕走人之後再自己居住。過去曾在藤原家招來遭禍而被玲子趕走，偶然在山上看見夏目以為是玲子，為了復仇而再度跟隨夏目至藤原家；在夏目差點兒被其吞下時看到其過往被玲子趕走的記憶，之後採用同樣的方式再次將其驅趕出藤原家。
石尾介
配音：竹内順子（日本）；王慧珠（香港）
夏目在廢棄洋房內發現被關在棺材裡的少年，實為居住山中的水神，在人類忘記供奉後覺得孤單之際，聽到被封印在古井中的妖怪低語，因想增加同伴而化身為人類模樣四處找尋封印地。在人群生活期間，漸漸快樂起來也認識了夏目和多軌並成為好朋友；在發現夏目和要封印自己的名取認識時，以為夏目也是想趕走自己，一氣之下解開了古井的封印。之後，發覺夏目其實非常重視自己而返回山中。
青梔
配音：京田尚子（日本）；陳凱婷（香港）
第三部第一話登場。居住於神社而擁有神格的妖怪，拄著拐杖的老婆婆姿態，雙眼模糊，性格意外的強勢。在發現夏目能看到自身時，以咀咒要脅夏目幫忙尋找以前借給她鏡子的妖怪；由於妖力強大連貓咪老師也無法驅趕，夏目迫於無奈而幫忙。實際上，在找鏡子以驅除附在神社附近老樹上的惡靈時，因小妖怪間的傳聞而誤以為玲子為妖怪，並向其借了鏡子也和玲子成為朋友；玲子在受邀去神社時發現其妖怪身份，雖落寞仍幫忙驅除惡靈。被夏目歸還名字。
影茶碗
名匠所製而被捨棄的茶碗在吸收地氣而成的妖怪，喜歡人類並居於古宅的地板下，當寄居的家裡有災難要發生時會四處跑動來通知人類，甚至因為心血來潮會代替人類承受災難。在藤原家寄居時，當夏目在幫青梔時被一大隻黑色妖怪襲擊左肩，當下代替夏目承受了傷害，之後破碎於藤原家的庭院中。
鐵輪
配音：星野貴紀（日本）；何承駿（香港）
第三季動畫原創角色。浮春之鄉的妖怪，巨大的身軀纏繞著鐵環和繃帶，行走時拖著鈴噹。過去因受人間祭典的音樂吸引而帶著年幼的妹妹來到人間卻找不到回鄉的入口，一直在人間徘徊尋找，期間妹妹也因身體不適而去世；由於浮春之鄉的入口會對居民的血液有反應，過程中一直藉由刺傷自己來尋找，但其血液對現世的妖怪而言是一種瘴氣；在放棄尋找回鄉之路之際，遇到玲子並將原委道來，在決鬥(猜拳，而且一把也沒贏過)中輸了並將名字給了玲子，而玲子也要其找到回鄉入口時邀她去看看。於神樂演奏的遺址(田沼家)被夏目歸還名字之際遭探女刺傷，入口感應其血而開啟，因此順利回鄉，臨走前對玲子逝世無法看到浮春之鄉的美景感到遺憾。
探女
配音：小林美奈（日本）
第三季動畫原創角色。浮春之鄉的妖怪，因折斷花枝而遭到流放，一直想找到回鄉的入口。由於是帶罪之身，入口對其血液不會有反應，因此一直找尋鐵輪以藉由血打開回鄉的入口。其間假冒鐵輪的妹妹想騙取友人帳以喚出鐵輪，並且吞食八原低級妖怪，於是驚動三篠出面調查。最後在祭典演奏遺址刺傷鐵輪開啟浮春之鄉的入口，但是被鐵輪用鐵環擒抓，並被帶著老翁面具的鄉民變成折枝。
村崎
配音：折笠富美子（日本）
夏目小學時的同學柴田克巳在公園巧遇到的女高中生，實為山藤化為人型的妖怪。由於樹身嚴重斷裂，不想只是枯等逍逝而想嘗試藉著化為人類之姿來誘騙並吃人類，初期便遇到柴田，與之相處的日子非常快樂；但人形姿態的維持更加耗損氣力，因而不能在連續日子裡出現。貓咪老師當時將其放過，因為知道她來日所剩無幾。在最後與知情的柴田散步時留下聲謝謝後便消失在途中。
樹妖
配音：大浦冬華（日本）；黃紫嫻（香港）
第三季第四集登場。長髪白衣的人型妖怪，身上流轉著一股清香，獨自一人長期待於樹上，時而作弄經過樹下的人們，因為看多了人類的負面行為而不怎麼喜歡人類。對於孤獨一人的感覺非常瞭解，不太會表現對人的體貼；在偶然發現寄居親戚家的夏目(小學時)能看到自己後便不斷作弄他，卻不小心傷害了夏目的心靈而有過意不去(期間曾化為小貓去安撫夏目)；和夏目再會時，見到他那笑容而欣喜並且擁抱著夏目。
無眼妖
配音：淵崎有里子（日本）
經常出入多軌家的小妖怪之一，因為個頭小喜歡挨在他人的肩膀上，對於無法看見妖怪卻一直想看見妖怪的多軌祖父慎一郎很感興趣，和一群小妖怪經常聚在慎一郎的身旁。在夏目解除慎一郎於家中所封印的和服妖怪時，提供妖怪情報並且和其他小妖怪幫忙制服；夏目也看見大家過往記憶的一段，一起為了病臥在床的慎一郎制作一個小型的聽診器。最後，踏入能看見妖怪的法陣向透道別。
塞神
配音：加藤精三（日本）；郭立文（香港）
第三季動畫原創角色，當小狐狸在其原型的大石上眺望火車站時出現，告誡小狐狸跟人類見面最後一定會有一方受傷，因為妖怪跟人的「時間」是不一樣的。當小狐狸要被神樹連同石塊擊中時，塞神以自身性命為代價擋住了木石，最後小狐狸將其的言行告訴夏目。
附身田沼之妖
配音：生天目仁美（日本）；黃紫嫻（香港）
白髪紫衣的人型妖怪，頭上有四個角，左臉頬上則有印記，作中沒有特別強調名字。為了醫治失蹤友人的重病而拿到一面鏡子，卻在一場雷雨中被撃碎，自己也受了傷而附身於田沼，並以此要脅(並無惡意)夏目幫忙找齊鏡子的碎片，最終在貓咪老師、田沼和多軌的幫忙下找齊所有鏡子的碎片而離開。其間，賦予田沼能看見妖怪的能力並從口中發出光束擊退覬覦鏡子的妖怪。
六花
配音：一条和矢（日本）；黃志明（香港）
東方之森的猿面妖的大統領，全身為白毛所覆，紫青的面容帶著一副黑白相半的面具。在的場重新於東方之森狩獵妖怪時，受設置於森林四周的封印而被奪去力量一直沈睡；其下猿面妖為此欲奪取友人帳而將夏目強行擄至東方之森，此舉也意外解開部分封印而使其恢復些許能力，之後三篠將其帶至被猿面妖圍困的夏目和斑前解開誤會，夏目一夥人離去時也幫忙解開所有封印；後來的場對於如此輕易遭到封印的六花失去興趣而放棄此地，東方之森也恢復平靜。
甘菜
配音：折笠愛（日本）；曾秀清（香港）
帶著一副哀怨面容面具的長頸長髮大型妖怪，於夏目家取回名字時不慎遺落一只藍色戒指，在重返夏目房間並遍尋不著戒指時，進而要脅夏目在期限內找回否則要燒了夏目家一帶；最後，在夏目取回戒指時出現，卻以夏目手持戒指為由而認定其為小偷並攻擊夏目，所幸夏目被刈群聚而成的龍救出，而貓咪老師將其驅趕回去。被夏目歸還名字。
蹴鞠
配音：金田晶（日本）；陈姻岐（香港）
名為「刈」的全身毛絨絨的小妖怪，受到驚嚇會豎起毛(有毒)並亂蹦亂跳，因常成群行動並四處旅行，大家對其不甚瞭解而誤傳會吞食妖怪。被夏目和貓咪老師在買饅頭的回程中從烏鴉群中救出並跟著到夏目家，由於驚魂未定而扎傷夏目並在亂蹦亂跳時將甘菜遺落的戒指纏在身上；被夏目醫治後，對於扎傷夏目而耿耿於懷，偷偷帶來解毒的果子及探望夏目；在八原的一些妖怪因聽信傳言而欲驅趕於七森的刈一群時，所幸夏目即時告知而成群離去，感念於此，在夏目被甘菜攻擊時群聚成一條龍的模樣來搭救。其間夏目因其像個毛絨球而為其取了蹴鞠這名字。
呼子
配音：中野裕斗（日本）；梁志达（香港）
帶著點眉面具並留著落腮鬍的中年人型妖怪，擅長模仿他人聲音。在所處的山中有一對男(隆彥)女(洋子)長期幽會，在洋子因隆彥不再出現而沮喪時，想藉由模仿聲音代替隆彥與洋子告別，卻與洋子日漸相談甚歡，在洋子欲見其一面時而逃走並告知事實。在外旅行甚久後重回舊地時發現一封信，由於時間已久信已破爛而希望借紙能將其還原，在聽聞借紙的名字在友人帳中而拜託夏目幫忙(初期想強取卻敗給夏目)。由於不識人類文字，最後由夏目告知信中內容。
借紙
配音：佐佐木健（日本）
全身白色且面如能樂的高大妖怪，擅長修紙並能感受紙上的氣息。作為被歸還名字的回禮，應夏目的請求將呼子帶著的破爛信紙回復。被夏目歸還名字。
黑鐮的妖怪
配音：西松和彥（日本）；黃志明（香港）
石獅頭且身穿黑衣手持黑鐮的妖怪，原是侍奉神的使者，為人承擔禍害，夏目在中學時期所待過的一小鎮遇到。說是討厭夏目而騙說在夏目身上下了咀咒，並言若夏目在時限內躲過追殺便解除咀咒，在夏目要離開小鎮時告知實情。
御影
配音：木内秀信（日本）；郭立文（香港）
原為河邊的翡翠之石，被欲尋找封魔用之石的除妖師遇到而使其成為式神，其術法乃利用自身產生勾玉並將妖怪封印於內並投於設有結界的井內，也因此法漸而削弱並反噬其身，曾要求玲子將自己封印但被拒絕；與學生時期的七瀨初遇時被誤認為除妖師，在告知原委後請七瀨將其封印。在七瀨得知井所在處要被拆毀時回來找尋封印其的勾玉，但已被小天狗帶走，並在取回名字後變回原形。被夏目歸還名字。
小天狗
配音：上田祐司（日本）；何偉誠（香港）
粉紅色的小天狗。學生時期的七瀨在封印惡鬼時其不小誤入法陣，造成七瀨心軟而反被惡鬼攻擊，也因此與七瀨有一面之緣；之後在七瀨強迫下幫其領路去見被誤認為玲子的御影，之後一直跟隨在御影身旁。多年後，因井中的結界減弱而將封印著御影的勾玉帶出，期望藉由友人帳喚回御影；途中勾玉掉落於森林中，在夏目的幫忙下找回並見到御影最後一面，之後帶著恢彼原形的御影離開。
三隅山的神明
三隅之地的豐收之神與地枯之神，每相隔十年在「月分祭」競賽，並由獲勝者掌握三隅的豐饒與否。在祭典再開之際，豐月所屬白笠眾前去請求夏目假扮豐月參加競賽，在歷經一番波折，雖在名取的幫忙下獲勝並解除了豐月的封印，卻也瞭解到失去人民信仰的豐月已無多少力量，在不月的提議下，結束了最後一次的祭典，兩神和其屬下一起離開了三隅。
- 豊月　配音：綠川光；黃榮璋（香港）

豐收之神。不慎被某位是以不分的除妖師當作妖怪封印。
其手下稱為「白笠眾（Shirokasa Tomo）　配音：太田哲治（頭の白笠）；下崎紘史（白笠）；知桐京子（白笠）」全部均是頭戴白笠的妖怪。一般會尊稱祂『豐月大人』。
- 不月　配音：東地宏樹；黃志明（香港）

枯萎之神。其手下身穿黑衣，故亦稱為「黑衣眾」配音：河本邦弘（黑衣）；赤澤涼太（黑衣）。
食蟲
配音：岩崎征實（日本）；邓灿阳（香港）
没有嘴巴的妖怪，潛伏於人居住之地，以蟲為食而漸漸獲得力量，並會培育人類的黑暗面再加以啃食。在夏目舊家即將售出時，夏目決定回舊家看看而先去小時住過的親戚蒼井家取鑰匙，再度遇到小時看過的食蟲已然變得巨大，在貓咪老師告知了危險性而決心將它誘離蒼井家；初期被貓咪老師趕跑後，夏目一不留神而被其附身，最後憑著對過往回憶的執著而將其趕出體外並由斑將其消滅。

## 用語

### 呪具
友人帳
貴志的祖母玲子製作的妖怪契約書。裡面寫著所有鈴子打敗的妖怪的名字。在這個紙上被寫名字的妖怪，不能違逆友人帳持有者的召喚，如果紙燒掉或撕毀，這個紙上被寫名字的妖怪便會死亡。因此，被奪去名字的妖怪形同生命被掌握住，而擁有友人帳，便可以率領眾多妖怪，所以被寫上名字的妖怪會急於要回自己的名字，或和其他妖怪一樣想搶奪友人帳來率領名字在友人帳裡的妖怪。

### 呪術（陣）
尋找妖怪名字的方法
在腦海想著妖怪的樣子，並唸出呪術－『。』。
歸還妖怪名字的方法
必須要有玲子的唾液和氣息，血親亦可。撕下契約後咬在嘴裡，用力合掌並集中精神，瞬間吐息。歸還名字後會消耗大量的體力而短暫虛脫。
呼叫出妖怪的陣式
在地上畫陣，披上法袍（用白布代替也可以）站到陣中間，把寫有要召喚的怪物的友人帳和鏡子放到陣中間，在鏡子滴上血（貓咪老師說原本需要一片指甲），雙手合十念「守護者，現身前，汝名即ＯＯ」（必須知道要召喚的妖怪的名字和長相）。

### 呪具
紙人偶（かみにんぎょう）
用紙造成吸引妖氣的人型後，便可將妖氣當作人偶的身軀來操控它的活動。
名取周一經常使用的呪術道具，模式分為「基本編」和「応用編」兩種，操控者須具備一定程度的妖力。

### 地名・場景
可愛森林
《夏目友人帳 参》第三話，一間位於北本家附近的糕餅店，負責製作糕餅的師傅曾於法國深造。一如其名，店舖外觀裝潢設計以粉紅色的可愛風氣為主調。
- 原型參照日本熊本縣球磨川鐵道湯前線－朝霧站附近的一間糕餅店。

浮春之鄉
是個四季如春、鮮花常開的夢幻仙境。一般情況下，與現世不會有任何交雜，但偶然在祭典中給神明所獻奏的神樂，會開啟通往彼岸世界世界的大門，使到兩個空間產生連結。例如田沼家－八波羅寺廟轄下神社內的神樂堂（位於八原邊界）是浮春之鄉的入口。
三隅山
據貓貓老師所說，三隅山內有味道甘甜的泉水。
- 月分祭（Tsukiwakesai）

每十年一次，祈求豐收的普通祭典。村民會造出兩位神明（豐收之神－『豊月神』﹑枯萎之神－『不月神』）的外型，然後進行競賽。倘若不月神勝出比賽會導致三隅的山脈完全枯死，在往後十年成為寸草不生的不毛之地。
比賽內容由占鬮決定（過往的競賽內容包括賽跑﹑尋找物件）。

## 出版書籍
| 卷數 | 白泉社        | 白泉社                                                  | 東立出版社     | 東立出版社             | 東立出版社     | 東立出版社             | 安徽少年儿童出版社 安徽美术出版社 | 安徽少年儿童出版社 安徽美术出版社 |
| 卷數 | 發售日期      | ISBN                                                    | 發售日期       | ISBN                   | 發售日期       | ISBN                   | 發售日期                          | ISBN                              |
| ---- | ------------- | ------------------------------------------------------- | -------------- | ---------------------- | -------------- | ---------------------- | --------------------------------- | --------------------------------- |
| 1    | 2005年10月5日 | ISBN 4-592-17158-6                                      | 2006年6月5日   | ISBN 986-11-8256-X     | 2006年6月5日   | ISBN 962-955-346-5     | 2014年5月                         | ISBN 978-7-5397-6919-6            |
| 2    | 2006年8月5日  | ISBN 4-592-17159-4                                      | 2006年12月19日 | ISBN 986-11-8257-8     | 2007年1月20日  | ISBN 962-955-395-3     | 2014年5月                         | ISBN 978-7-5397-6925-7            |
| 3    | 2007年2月5日  | ISBN 4-592-18446-1                                      | 2007年6月11日  | ISBN 978-986-11-9731-9 | 2007年7月10日  | ISBN 978-962-955-454-5 | 2014年5月                         | ISBN 978-7-5397-6957-8            |
| 4    | 2007年8月4日  | ISBN 978-4-592-18447-8                                  | 2008年1月21日  | ISBN 978-986-10-0587-4 | 2008年2月20日  | ISBN 978-962-955-526-9 | 2014年5月                         | ISBN 978-7-5397-6958-5            |
| 5    | 2008年3月5日  | ISBN 978-4-592-18448-5                                  | 2008年7月25日  | ISBN 978-986-10-1623-8 | 2008年8月20日  | ISBN 978-962-955-572-6 | 2014年10月                        | ISBN 978-7-5397-7564-7            |
| 6    | 2008年7月5日  | ISBN 978-4-592-18449-2                                  | 2008年10月14日 | ISBN 978-986-10-2235-2 | 2008年10月30日 | ISBN 978-962-955-593-1 | 2014年10月                        | ISBN 978-7-5397-7565-4            |
| 7    | 2009年1月5日  | ISBN 978-4-592-18667-0                                  | 2009年5月20日  | ISBN 978-986-10-3187-3 | 2009年5月30日  | ISBN 978-962-955-648-8 | 2015年5月                         | ISBN 978-7-5397-7965-2            |
| 8    | 2009年7月3日  | ISBN 978-4-592-18668-7                                  | 2009年12月10日 | ISBN 978-986-10-4136-0 | 2009年12月20日 | ISBN 978-962-955-714-0 | 2015年5月                         | ISBN 978-7-5397-7966-9            |
| 9    | 2010年1月4日  | ISBN 978-4-592-18669-4                                  | 2010年5月18日  | ISBN 978-986-10-5184-0 | 2010年5月30日  | ISBN 978-962-955-768-3 | 2016年6月                         | ISBN 978-7-5397-8899-9            |
| 10   | 2010年7月5日  | ISBN 978-4-592-18670-0                                  | 2010年11月9日  | ISBN 978-986-10-6071-2 | 2010年11月9日  | ISBN 978-962-955-812-3 | 2016年6月                         | ISBN 978-7-5397-8900-2            |
| 11   | 2011年3月4日  | ISBN 978-4-592-19361-6                                  | 2011年8月11日  | ISBN 978-986-10-7566-2 | 2011年8月24日  | ISBN 978-962-955-905-2 | 2017年7月                         | ISBN 978-7-5397-9642-0            |
| 12   | 2011年7月5日  | ISBN 978-4-592-19362-3                                  | 2011年12月19日 | ISBN 978-986-10-8174-8 | 2011年12月8日  | ISBN 978-962-955-930-4 | 2017年8月                         | ISBN 978-7-5397-9666-6            |
| 13   | 2012年1月4日  | ISBN 978-4-592-19363-0                                  | 2012年9月6日   | ISBN 978-986-10-9333-8 | 2012年9月4日   | ISBN 978-962-955-983-0 | 2017年8月                         | ISBN 978-7-5397-9673-4            |
| 14   | 2012年7月5日  | ISBN 978-4-592-19364-7                                  | 2012年12月24日 | ISBN 978-986-317-521-6 | 2013年1月17日  | ISBN 978-988-228-020-5 | 2017年8月                         | ISBN 978-7-5397-9674-1            |
| 15   | 2013年1月4日  | ISBN 978-4-592-19365-4                                  | 2013年5月20日  | ISBN 978-986-324-889-7 | 2013年6月13日  | ISBN 978-988-228-065-6 | 2017年9月                         | ISBN 978-7-5397-9699-4            |
| 16   | 2013年7月5日  | ISBN 978-4-592-19366-1 ISBN 978-4-592-19873-4（特裝版） | 2014年2月27日  | ISBN 978-986-337-021-5 | 2014年3月19日  | ISBN 978-988-228-128-8 | 2021年3月                         | ISBN 978-7-5707-0793-5            |
| 17   | 2014年1月4日  | ISBN 978-4-592-19367-8                                  | 2014年7月9日   | ISBN 978-986-348-238-3 | 2014年7月21日  | ISBN 978-988-228-160-8 | 2021年3月                         | ISBN 978-7-5707-0794-2            |
| 18   | 2014年9月5日  | ISBN 978-4-592-19368-5                                  | 2015年1月2日   | ISBN 978-986-365-861-0 | 2015年1月14日  | ISBN 978-988-228-183-7 | 2021年3月                         | ISBN 978-7-5707-0785-0            |
| 19   | 2015年5月1日  | ISBN 978-4-592-19369-2                                  | 2015年9月11日  | ISBN 978-986-431-532-1 | 2016年6月30日  | （改以台灣版發售）     | 2023年7月                         | ISBN 978-7-5707-1760-6            |
| 20   | 2016年4月5日  | ISBN 978-4-592-19370-8                                  | 2016年6月17日  | ISBN 978-986-470-226-8 | 2016年6月30日  | （改以台灣版發售）     | 2023年7月                         | ISBN 978-7-5707-1761-3            |
| 21   | 2016年10月5日 | ISBN 978-4-592-19371-5                                  | 2017年2月23日  | ISBN 978-986-482-162-4 | 2017年3月1日   | （改以台灣版發售）     | 2024年10月                        | ISBN 978-7-5707-2371-3            |
| 22   | 2017年9月5日  | ISBN 978-4-592-19372-2 ISBN 978-4-592-10580-0（特裝版） | 2018年4月19日  | ISBN 978-986-486-891-9 | 2018年5月4日   | （改以台灣版發售）     | 2024年10月                        | ISBN 978-7-5707-2372-0            |
| 23   | 2018年9月5日  | ISBN 978-4-592-19373-9 ISBN 978-4-592-10599-2（特裝版） | 2019年5月30日  | ISBN 978-957-26-2010-6 | 2019年6月10日  | （改以台灣版發售）     | 2024年10月                        | ISBN 978-7-5707-2373-7            |
| 24   | 2019年5月2日  | ISBN 978-4-592-19374-6                                  | 2019年11月11日 | ISBN 978-957-26-3470-7 | 2019年11月20日 | （改以台灣版發售）     | 2024年10月                        | ISBN 978-7-5707-2374-4            |
| 25   | 2020年6月5日  | ISBN 978-4-592-10620-3 （特裝版）                       | 2021年1月15日  | ISBN 978-957-26-5487-3 | 2021年1月28日  | （改以台灣版發售）     | 2024年10月                        | ISBN 978-7-5707-2375-1            |
| 26   | 2021年1月4日  | ISBN 978-4-592-19376-0 ISBN 978-4-592-10622-7（特裝版） | 2022年3月1日   | ISBN 978-957-26-6407-0 | 2022年8月29日  | （改以台灣版發售）     | 2024年10月                        | ISBN 978-7-5707-2376-8            |
| 27   | 2021年9月3日  | ISBN 978-4-592-19377-7 ISBN 978-4-592-10626-5（特裝版） | 2022年9月2日   | ISBN 978-957-26-7958-6 | 2022年9月20日  | （改以台灣版發售）     | 2025年4月                         | ISBN 978-7-5707-2459-8            |
| 28   | 2022年5月2日  | ISBN 978-4-592-19378-4 ISBN 978-4-592-10630-2（特裝版） | 2022年11月7日  | ISBN 978-957-26-9514-2 | 2022年11月7日  | （改以台灣版發售）     | 2025年4月                         | ISBN 978-7-5707-2460-4            |
| 29   | 2023年1月4日  | ISBN 978-4-592-19379-1 ISBN 978-4-592-10634-0（特裝版） | 2023年11月3日  | ISBN 978-626-360-292-2 | 2023年11月3日  | （改以台灣版發售）     | 2025年4月                         | ISBN 978-7-5707-2461-1            |
| 30   | 2023年9月5日  | ISBN 978-4-592-19380-7 ISBN 978-4-592-10636-4（特裝版） | 2024年9月16日  | ISBN 978-626-020-291-0 | 2024年9月16日  | （改以台灣版發售）     |                                   |                                   |
| 31   | 2024年9月5日  | ISBN 978-4-592-22201-9                                  |                |                        |                |                        |                                   |                                   |
| 32   | 2025年4月4日  | ISBN 978-4-592-22202-6 ISBN 978-4-592-10639-5（特裝版） |                |                        |                |                        |                                   |                                   |

### 衍生作品
- 原作：綠川幸 / 作畫：金筑顺子（カネチクヂュンコ）《猫咪老师，冲呀！（ニャンコ先生が行く!）》白泉社〈花與夢Comics〉、全5巻

| 集数 | 白泉社        | 白泉社                 | 力潮文创 | 力潮文创               |
| 集数 | 发售日期      | ISBN                   | 发售日期 | ISBN                   |
| ---- | ------------- | ---------------------- | -------- | ---------------------- |
| 1    | 2015年5月1日  | ISBN 978-4-592-21746-6 | 2025年   | ISBN 978-7-5707-2596-0 |
| 2    | 2016年10月5日 | ISBN 978-4-592-21847-0 |          | ISBN 978-7-5707-2649-3 |
| 3    | 2018年9月5日  | ISBN 978-4-592-21865-4 |          |                        |
| 4    | 2019年5月2日  | ISBN 978-4-592-21897-5 |          |                        |
| 5    | 2020年6月5日  | ISBN 978-4-592-21898-2 |          |                        |

### 小說
- 原作：綠川幸 / 作者：村井贞之《小説・夏目友人帳》白泉社〈LaLa Novels〉

| 日文標題 | 中文標題         | 白泉社        | 白泉社                 | 東立出版社    | 東立出版社             | 《小说·夏目友人帐》酷威文化（出品）百花洲文艺出版社（出版） 《玉响之家》、《结缘空蝉》力潮文创（出品）安徽少年儿童出版社（出版） | 《小说·夏目友人帐》酷威文化（出品）百花洲文艺出版社（出版） 《玉响之家》、《结缘空蝉》力潮文创（出品）安徽少年儿童出版社（出版） |
| 日文標題 | 中文標題         | 發售日期      | ISBN                   | 發售日期      | ISBN                   | 發售日期 | ISBN |
| -------- | ---------------- | ------------- | ---------------------- | ------------- | ---------------------- | --- | --- |
|          | 小說・妖怪連絡簿 | 2013年1月4日  | ISBN 978-4-592-19749-2 | 2013年8月8日  | ISBN 978-986-331-125-0 | 2016年9月1日 | ISBN 978-755-001-777-1 |
|          | 玉響之家         | 2016年10月5日 | ISBN 978-4-592-21846-3 | 2017年5月4日  | ISBN 978-986-486-215-3 | 2019年10月1日 | ISBN 978-757-070-579-5 |
|          | 缘结空蝉         | 2018年9月5日  | ISBN 978-4-592-21873-9 | 2019年2月19日 | ISBN 978-9-572-62630-6 | 2020年5月 | ISBN 978-7-5707-0733-1 |

### 相關書籍
導讀手冊
- 妖怪連絡簿公式漫迷手冊～夏目與朋友們～（夏目友人帳 公式ファンブック-夏目と友人たち-）

| 冊數 | 白泉社       | 白泉社                 | 東立出版社    | 東立出版社             |
| 冊數 | 發售日期     | ISBN                   | 發售日期      | ISBN                   |
| ---- | ------------ | ---------------------- | ------------- | ---------------------- |
| 全   | 2009年1月5日 | ISBN 978-4-592-18696-0 | 2014年1月22日 | ISBN 978-986-337-942-3 |

- 貓咪老師友人帳 妖怪聯絡簿公式喵書（ニャンコ先生友人帳 夏目友人帳公式ニャンブック）

2009年7月3日發售、ISBN 978-4-592-18690-8
動畫相關
- テレビアニメ「夏目友人帳」追想録-あたたかい時間- 2009年8月29日發售、 ISBN 978-4-056-05644-0
- 夏目友人帳　PASH! ANIMATION FILE 10 2012年6月1日發售、ISBN 978-4-391-63278-1

漫迷手冊
- 妖怪連絡簿視覺漫迷手冊 夏目畫樂帳（夏目友人帳 ビジュアルファンブック 夏目画楽帳）

| 冊數 | 白泉社        | 白泉社                 | 東立出版社    | 東立出版社             |
| 冊數 | 發售日期      | ISBN                   | 發售日期      | ISBN                   |
| ---- | ------------- | ---------------------- | ------------- | ---------------------- |
| 全   | 2014年1月10日 | ISBN 978-4-592-21700-8 | 2014年8月11日 | ISBN 978-986-365-066-9 |

## 電視動畫
2008年7月7日開始，在東京電視台系列播出第1期。2009年1月5日起播出第2期，標題名為『續 夏目友人帳』。2011年7月4日至9月26日播出第3期『夏目友人帳 参』。2012年1月2日起播出第4期『夏目友人帳 肆』。2016年10月4日至12月20日播出第5期『夏目友人帳 伍』。2017年4月11日起播出第6期『夏目友人帳 陸』。2024年10月8日起播出第7期『夏目友人帳 漆』。

### 工作人員
- 企劃：山崎立士、植田益朗、白石誠（東京電視台）、內山晴人
- 原作：綠川幸（白泉社「花與夢Comics」）
- 總導演：大森貴弘（第5－7期）
- 導演：大森貴弘（第1、2、3、4期）→出合小都美（第5、6期）→伊藤秀樹（第7期）
- 系列構成：金卷兼一（第1、2期）→村井貞之（第3－7期）
- 人物設定：高田晃
- 妖怪設定：山田起生
- 美術：涉谷幸弘（石垣Production）
- 色彩設計：宮脇裕美
- 攝影：田村仁（デコロコ）
- 編輯：關一彥
- 音樂：吉森信
- 音樂制作：Aniplex
- 音樂協力：TV TOKYO MUSIC、日本新力音樂
- 音響演出：大森貴弘
- 音響效果：浦畑將
- 錄音調整：
- 錄音助手：吉原裕美
- 音響製作擔當：稻葉順一
- 錄音工作室：StudioT&T
- 音響製作協力：DAX Production
- 動畫製作人：佐藤由美
- 動畫制作：Brain's Base（第1、2、3、4期）→朱夏（第5－7期）
- 製作人（第1、2期）：小田原明子（東京電視台）、三宅將典、橫山朱子、市川育秀
- 製作人（第3、4期）：京谷知美（東京電視台）、佐佐木禮柔、横山朱子、菅原弘文
- 製作：NAS、「夏目友人帳」製作委員會

### 主題曲
| 類別   | 曲目  | 演唱            | 作詞              | 作曲            | 編曲                          |                 |
| 第1期  | 第1期 | 第1期           | 第1期             | 第1期           | 第1期                         |                 |
| ------ | ----- | --------------- | ----------------- | --------------- | ----------------------------- | --------------- |
| 片頭曲 | 「」  | 喜多修平        | 椎名慶治          | TAKUYA          | TAKUYA h-wonder               |                 |
| 片尾曲 | 「」  | 中孝介          | 江崎稔子          | 江崎稔子        | 羽毛田丈史                    |                 |
| 第2期  |       |                 |                   |                 |                               |                 |
| 片頭曲 | 「」  | LONG SHOT PARTY | sasaji            | LONG SHOT PARTY | LONG SHOT PARTY               | LONG SHOT PARTY |
| 片尾曲 | 「」  | 高鈴            | 山本高稲          | 伊藤ゴロー      | 伊藤ゴロー                    | 伊藤ゴロー      |
| 第3期  |       |                 |                   |                 |                               |                 |
| 片頭曲 | 「」  | HOW MERRY MARRY | 竹內修 工藤圭一   | 工藤圭一        | 松岡 伊藤隆博 HOW MERRY MARRY |                 |
| 片尾曲 | 「」  | 中孝介          | いしわたり淳治    | 遠藤慎吾        | 藤本和則                      |                 |
| 第4期  |       |                 |                   |                 |                               |                 |
| 片頭曲 | 「」  | ひいらぎ        | 惠梨香            | 惠梨香          | 淺田信一                      |                 |
| 片尾曲 | 「」  | 河野萬里奈      | 兒玉沙織          | 神前曉          | 神前曉 高田龍一               |                 |
| 第5期  |       |                 |                   |                 |                               |                 |
| 片頭曲 | 「」  |                 |                   |                 |                               |                 |
| 片尾曲 | 「」  | Aimer           | aimerrhythm       | 釣俊輔          | 玉井健二 釣俊輔               |                 |
| 第6期  |       |                 |                   |                 |                               |                 |
| 片頭曲 | 「」  | 佐香智久        | 佐香智久          | 佐香智久        | 野村陽一郎                    |                 |
| 片尾曲 | 「」  | 安田レイ        | 玉井健二 石原理酉 | 飛内將大        | 玉井健二 飛内將大             |                 |
| 第7期  |       |                 |                   |                 |                               |                 |
| 片頭曲 | 「」  | 柏木日向        | 中村泰輔          | 中村泰輔        | 中村泰輔 TomoLow              |                 |
| 片尾曲 | 「」  | 近藤利樹        | 橫井香菜          | 橫井香菜 YU-JIN | Tak Miyazawa                  |                 |

### 各話標題
| 話數    | 標題                 | 劇本       | 分鏡              | 演出                | 作畫監督                                                              | 總作畫監督      | 首播日期       |       |       |       |       |       |       |       |       |       |       |       |       |       |       |       |       |       |
| 第1期   | 第1期                | 第1期      | 第1期             | 第1期               | 第1期                                                                 | 第1期           | 第1期          | 第1期 | 第1期 | 第1期 | 第1期 | 第1期 | 第1期 | 第1期 | 第1期 | 第1期 | 第1期 | 第1期 | 第1期 | 第1期 | 第1期 | 第1期 | 第1期 | 第1期 |
| ------- | -------------------- | ---------- | ----------------- | ------------------- | --------------------------------------------------------------------- | --------------- | -------------- | ----- | ----- | ----- | ----- | ----- | ----- | ----- | ----- | ----- | ----- | ----- | ----- | ----- | ----- | ----- | ----- | ----- |
| 1       | 貓與友人帳           | 金卷兼一   | 大森貴弘          | 大森貴弘            | 高田晃 山田起生                                                       | -               | 2008年 7月7日  |       |       |       |       |       |       |       |       |       |       |       |       |       |       |       |       |       |
| 2       | 露神的祠堂           | 金卷兼一   | 植田秀仁          | 境橋渡              | 青野厚司                                                              | 高田晃 山田起生 | 7月14日        |       |       |       |       |       |       |       |       |       |       |       |       |       |       |       |       |       |
| 3       | 八原的怪人           | 荒木憲一   | 大畑清隆          | 松本正幸            | 本橋秀之 大浪太                                                       | 高田晃 山田起生 | 7月21日        |       |       |       |       |       |       |       |       |       |       |       |       |       |       |       |       |       |
| 4       | 時雨與少女           | 高木登     | 島西佐誉太        | 黑田晃一郎          | 福田紀之 仲田美步                                                     | 高田晃 山田起生 | 7月28日        |       |       |       |       |       |       |       |       |       |       |       |       |       |       |       |       |       |
| 5       | 心之色的車票         | 金卷兼一   | 菱田正和          | 河村智之            | 奥野治男                                                              | 高田晃 山田起生 | 8月4日         |       |       |       |       |       |       |       |       |       |       |       |       |       |       |       |       |       |
| 6       | 水底的燕子           | 關島真賴   | 篠原俊哉          | 小坂春女            | 本橋秀之 大浪太                                                       | 高田晃 山田起生 | 8月11日        |       |       |       |       |       |       |       |       |       |       |       |       |       |       |       |       |       |
| 7       | 小狐狸的帽子         | 關島真賴   | 植田秀仁          | 植田秀仁            | 龜谷響子                                                              | 高田晃 山田起生 | 8月18日        |       |       |       |       |       |       |       |       |       |       |       |       |       |       |       |       |       |
| 8       | 虛幻的光芒           | 高木登     | 後藤圭二          | 畠山茂樹            | 齊藤和也 野道佳代                                                     | 高田晃 山田起生 | 8月25日        |       |       |       |       |       |       |       |       |       |       |       |       |       |       |       |       |       |
| 9       | 詭異的除妖師         | 荒木憲一   | 名村英敏          | 清水久敏            | 青野厚司                                                              | 高田晃 山田起生 | 9月1日         |       |       |       |       |       |       |       |       |       |       |       |       |       |       |       |       |       |
| 10      | 淺蔥的琴             | 加賀未惠   | 大畑清隆          | 小坂春女            | 本橋秀之                                                              | 高田晃 山田起生 | 9月8日         |       |       |       |       |       |       |       |       |       |       |       |       |       |       |       |       |       |
| 11      | 貓咪老師蹓躂記       | 荒木憲一   | 植田秀仁          | 青柳宏宣            | 田中織枝                                                              | 高田晃 山田起生 | 9月15日        |       |       |       |       |       |       |       |       |       |       |       |       |       |       |       |       |       |
| 12      | 五日印               | 關島真賴   | 黑田晃一郎        | 黑田晃一郎          | 緒方浩美 仲田美歩                                                     | 高田晃 山田起生 | 9月22日        |       |       |       |       |       |       |       |       |       |       |       |       |       |       |       |       |       |
| 13      | 秋之夜宴             | 金卷兼一   | 名村英敏          | 清水久敏            | 青野厚司 奥野治男                                                     | 高田晃 山田起生 | 9月29日        |       |       |       |       |       |       |       |       |       |       |       |       |       |       |       |       |       |
| 第2期   |                      |            |                   |                     |                                                                       |                 |                |       |       |       |       |       |       |       |       |       |       |       |       |       |       |       |       |       |
| 1       | 被奪走的友人帳       | 關島真賴   | 大森貴弘          | 大森貴弘            | 高田晃 山田起生                                                       | -               | 2009年 1月5日  |       |       |       |       |       |       |       |       |       |       |       |       |       |       |       |       |       |
| 2       | 融化於暖春           | 加賀未惠   | 矢野博之          | 中村里美            | 本橋秀之 大西貴子                                                     | 高田晃 山田起生 | 1月12日        |       |       |       |       |       |       |       |       |       |       |       |       |       |       |       |       |       |
| 3       | 妖怪退治溫泉行       | 荒木憲一   | 清水久敏          | 清水久敏            | 龜谷響子                                                              | 高田晃 山田起生 | 1月19日        |       |       |       |       |       |       |       |       |       |       |       |       |       |       |       |       |       |
| 4       | 雛鳥孵化             | 高木登     | 高田淳            | 高田淳              | 龜谷響子                                                              | 高田晃 山田起生 | 1月26日        |       |       |       |       |       |       |       |       |       |       |       |       |       |       |       |       |       |
| 5       | 約定之樹             | 金卷兼一   | 大畑清隆          | 松本正幸            | 齊藤和也 野道佳代                                                     | 高田晃 山田起生 | 2月2日         |       |       |       |       |       |       |       |       |       |       |       |       |       |       |       |       |       |
| 6       | 少女的陣法           | 荒木憲一   | 後藤圭二          | 中野英明            | 奥野治男                                                              | 高田晃 山田起生 | 2月9日         |       |       |       |       |       |       |       |       |       |       |       |       |       |       |       |       |       |
| 7       | 不可呼喚             | 加賀未惠   | 後藤圭二          | 清水久敏            | 田中織枝                                                              | 高田晃 山田起生 | 2月16日        |       |       |       |       |       |       |       |       |       |       |       |       |       |       |       |       |       |
| 8       | 不死的心願           | 關島真賴   | 寺東克己          | 梅本唯              | 久木晃嗣                                                              | 高田晃 山田起生 | 2月24日        |       |       |       |       |       |       |       |       |       |       |       |       |       |       |       |       |       |
| 9       | 櫻樹樹林裡的他       | 高木登     | 植田秀仁          | 植田秀仁            | 齊藤和也 野道佳代                                                     | 高田晃 山田起生 | 3月2日         |       |       |       |       |       |       |       |       |       |       |       |       |       |       |       |       |       |
| 10      | 暫居的家             | 關島真賴   | 今掛勇            | 今掛勇              | 高田晃                                                                | 山田起生        | 3月9日         |       |       |       |       |       |       |       |       |       |       |       |       |       |       |       |       |       |
| 11      | 咒術師的聚會         | 高木登     | 名村英敏          | 清水久敏            | 青野厚司                                                              | 高田晃 山田起生 | 3月16日        |       |       |       |       |       |       |       |       |       |       |       |       |       |       |       |       |       |
| 12      | 廢屋的少年           | 金卷兼一   | 今掛勇            | 松本正幸            | 奥野治男 田中織枝                                                     | 高田晃 山田起生 | 3月23日        |       |       |       |       |       |       |       |       |       |       |       |       |       |       |       |       |       |
| 13      | 人與妖               | 金卷兼一   | 寺東克己          | 大森貴弘            | 高田晃 山田起生                                                       | -               | 3月30日        |       |       |       |       |       |       |       |       |       |       |       |       |       |       |       |       |       |
| 第3期   |                      |            |                   |                     |                                                                       |                 |                |       |       |       |       |       |       |       |       |       |       |       |       |       |       |       |       |       |
| 1       | 妖怪之名             | 村井貞之   | 篠原俊哉          | 大森貴弘            | 田中織枝 山田起生                                                     | 高田晃          | 2011年 7月4日  |       |       |       |       |       |       |       |       |       |       |       |       |       |       |       |       |       |
| 2       | 浮春之鄉             | 村井貞之   | 寺東克己          | 中村美              | 川添政和                                                              | 高田晃 山田起生 | 7月11日        |       |       |       |       |       |       |       |       |       |       |       |       |       |       |       |       |       |
| 3       | 虛偽的朋友           | 花田十輝   | 名村英敏          | 園田雅裕            | 松本文男                                                              | 高田晃 山田起生 | 7月18日        |       |       |       |       |       |       |       |       |       |       |       |       |       |       |       |       |       |
| 4       | 幼年時光             | 吉永亞矢   | 植田秀仁          | 植田秀仁            | 青野厚司                                                              | 高田晃 山田起生 | 7月25日        |       |       |       |       |       |       |       |       |       |       |       |       |       |       |       |       |       |
| 5       | 藏於倉庫之物         | 大野木寛   | 大畑清隆          | 高橋秀彌            | 近藤奈都子                                                            | 高田晃 山田起生 | 8月1日         |       |       |       |       |       |       |       |       |       |       |       |       |       |       |       |       |       |
| 6       | 非人之物             | 花田十輝   | 寺東克己          | 園田雅裕            | 松本文男                                                              | 高田晃 山田起生 | 8月8日         |       |       |       |       |       |       |       |       |       |       |       |       |       |       |       |       |       |
| 7       | 除妖人               | 花田十輝   | 寺東克己          | 中村美              | 田中織枝                                                              | 高田晃 山田起生 | 8月15日        |       |       |       |       |       |       |       |       |       |       |       |       |       |       |       |       |       |
| 8       | 小狐貍的手錶         | 村井貞之   | 小島正幸          | 松田清              | 川添政和                                                              | 山田起生        | 8月22日        |       |       |       |       |       |       |       |       |       |       |       |       |       |       |       |       |       |
| 9       | 迎著秋風             | 吉永亞矢   | 園田雅裕          | 園田雅裕            | 松本文男                                                              | 高田晃 山田起生 | 8月29日        |       |       |       |       |       |       |       |       |       |       |       |       |       |       |       |       |       |
| 10      | 破碎的鏡子           | 大野木寬   | 高橋秀彌          | 高橋秀彌            | 青野厚司                                                              | 高田晃 山田起生 | 9月5日         |       |       |       |       |       |       |       |       |       |       |       |       |       |       |       |       |       |
| 11      | 映照之物             | 大野木寬   | 渡部高志          | 園田雅裕            | 福世孝明 松本文男                                                     | 高田晃 山田起生 | 9月12日        |       |       |       |       |       |       |       |       |       |       |       |       |       |       |       |       |       |
| 12      | 回歸的場所           | 吉永亞矢   | 久木晃嗣          | 久木晃嗣            | 池內直子 村山公輔 伊藤芳樹                                            | 高田晃 山田起生 | 9月19日        |       |       |       |       |       |       |       |       |       |       |       |       |       |       |       |       |       |
| 13      | 夏目遊戲帳           | 村井貞之   | 大森貴弘          | 松田清              | 川添政和 近藤奈都子                                                   | 高田晃 山田起生 | 9月26日        |       |       |       |       |       |       |       |       |       |       |       |       |       |       |       |       |       |
| 第4期   |                      |            |                   |                     |                                                                       |                 |                |       |       |       |       |       |       |       |       |       |       |       |       |       |       |       |       |       |
| 1       | 被囚禁的夏目         | 花田十輝   | 寺東克己          | 大森貴弘            | 田中織枝 山田起生                                                     | 高田晃          | 2012年 1月2日  |       |       |       |       |       |       |       |       |       |       |       |       |       |       |       |       |       |
| 2       | 東方之森             | 花田十輝   | 寺東克己          | 園田雅裕            | 松本文男                                                              | 高田晃          | 1月9日         |       |       |       |       |       |       |       |       |       |       |       |       |       |       |       |       |       |
| 3       | 小小之物             | 大野木寬   | 中村美            | 中村美              | 川添政和                                                              | 高田晃          | 1月16日        |       |       |       |       |       |       |       |       |       |       |       |       |       |       |       |       |       |
| 4       | 代答                 | 吉永亞矢   | 長沼範裕          | 出合小都美          | 羽山賢二                                                              | 高田晃          | 1月23日        |       |       |       |       |       |       |       |       |       |       |       |       |       |       |       |       |       |
| 5       | 給過去的你           | 村井貞之   | 寺東克己          | 園田雅裕            | 松本文男                                                              | 高田晃          | 1月30日        |       |       |       |       |       |       |       |       |       |       |       |       |       |       |       |       |       |
| 6       | 玻璃的彼端           | 花田十輝   | 松田清            | 松田清              | 近藤奈都子                                                            | 高田晃          | 2月6日         |       |       |       |       |       |       |       |       |       |       |       |       |       |       |       |       |       |
| 7       | 人與妖之間           | 花田十輝   | 寺東克己          | 黑柳利允            | 田中織枝                                                              | 高田晃          | 2月13日        |       |       |       |       |       |       |       |       |       |       |       |       |       |       |       |       |       |
| 8       | 困惑的時候           | 村井貞之   | 小島正幸          | 小島正幸            | 川添政和                                                              | 高田晃          | 2月20日        |       |       |       |       |       |       |       |       |       |       |       |       |       |       |       |       |       |
| 9       | 月分祭               | 大野木寬   | 園田雅裕          | 園田雅裕            | 松本文男                                                              | 高田晃          | 2月27日        |       |       |       |       |       |       |       |       |       |       |       |       |       |       |       |       |       |
| 10      | 祭祀神明             | 大野木寬   | 寺東克己          | 中村美              | 德田夢之介 青野厚司 阿部航 岸友洋                                     | 高田晃          | 3月5日         |       |       |       |       |       |       |       |       |       |       |       |       |       |       |       |       |       |
| 11      | 一張照片             | 吉永亞矢   | 園田雅裕          | 園田雅裕            | 松本文男                                                              | 高田晃          | 3月12日        |       |       |       |       |       |       |       |       |       |       |       |       |       |       |       |       |       |
| 12      | 記憶之門             | 吉永亞矢   | 寺東克己          | 松田清              | 川添政和 田中織枝                                                     | 高田晃          | 3月19日        |       |       |       |       |       |       |       |       |       |       |       |       |       |       |       |       |       |
| 13      | 漫漫回家路           | 吉永亞矢   | 寺東克己          | 大森貴弘            | 近藤奈都子 高田晃 山田起生                                            | 高田晃          | 3月26日        |       |       |       |       |       |       |       |       |       |       |       |       |       |       |       |       |       |
| OVA     |                      |            |                   |                     |                                                                       |                 |                |       |       |       |       |       |       |       |       |       |       |       |       |       |       |       |       |       |
| OVA1    | 與貓咪老師首度去跑腿 | 大森貴弘   | -                 | 出合小都美          | 高田晃 山田起生                                                       | -               | 2015年 2月11日 |       |       |       |       |       |       |       |       |       |       |       |       |       |       |       |       |       |
| OVA2    | 終在某時飄雪之日     | 吉永亞矢   | -                 | -                   | 高田晃 山田起生                                                       | -               | 2015年 2月11日 |       |       |       |       |       |       |       |       |       |       |       |       |       |       |       |       |       |
| 第5期   |                      |            |                   |                     |                                                                       |                 |                |       |       |       |       |       |       |       |       |       |       |       |       |       |       |       |       |       |
| 1       | 不變的身影           | 村井貞之   | 出合小都美        | 大城美幸 出合小都美 | 伊藤秀樹 山田起生                                                     | 高田晃          | 2016年 10月4日 |       |       |       |       |       |       |       |       |       |       |       |       |       |       |       |       |       |
| 2       | 惡作劇之雨           | 吉永亞矢   | 中野英明 小島正幸 | 青柳宏宜            | 山崎繪里 田中織枝 池田早香                                            | 高田晃          | 10月11日       |       |       |       |       |       |       |       |       |       |       |       |       |       |       |       |       |       |
| 3       | 除妖人的來信         | 村井貞之   | 寺東克己          | 柳屋圭宏            | 宗崎暢芳 川添政和 富永拓生 池田早香 松浦麻衣 永川桃子 大河原列        | -               | 10月18日       |       |       |       |       |       |       |       |       |       |       |       |       |       |       |       |       |       |
| 4       | 連鎖背後             | 大野木寬   | 寺東克己          | 矢部哲平            | 篠原隆 KIM YONGSIK Lee Min-Gu 木下由美子                              | 伊藤秀樹        | 10月25日       |       |       |       |       |       |       |       |       |       |       |       |       |       |       |       |       |       |
| 5       | 不該連結             | 大野木寬   | 大城美幸          | 大城美幸            | 西川繪奈 田中織枝 池田早香                                            | -               | 11月1日        |       |       |       |       |       |       |       |       |       |       |       |       |       |       |       |       |       |
| 6       | 無聲谷               | 國澤真理子 | 松下之宏          | 小林孝志            | 小畑賢 桐谷真咲 坂友加里 小林優子 挽本敦子 青野厚司 上西麻耶 松下純子 | -               | 11月8日        |       |       |       |       |       |       |       |       |       |       |       |       |       |       |       |       |       |
| 7       | 遙遠祭火             | 吉永亞矢   | 寺東克己          | 鳥羽聰              | 川添政和 小林利充 合田真粧美 甲藤圓 安西俊之                          | -               | 11月22日       |       |       |       |       |       |       |       |       |       |       |       |       |       |       |       |       |       |
| 8       | 無邪的世界           | 大野木寬   | 大城美幸 平向智子 | 大城美幸 平向智子   | 大城美幸 青野厚司 竹本未希 池田早香                                   | -               | 11月29日       |       |       |       |       |       |       |       |       |       |       |       |       |       |       |       |       |       |
| 9       | 踏上險峻之路         | 國澤真理子 | 沖田宮奈          | 安田賢司            | 荒木裕 伊藤郁子 中山美雪 NAMU Animation Kim Myeong Sim                | -               | 12月6日        |       |       |       |       |       |       |       |       |       |       |       |       |       |       |       |       |       |
| 10      | 塔子與滋             | 村井貞之   | 筱原俊哉          | 鈴木孝聰            | 島崎知美 西川繪奈 青野厚司                                            | -               | 12月13日       |       |       |       |       |       |       |       |       |       |       |       |       |       |       |       |       |       |
| 11      | 曇花一現             | 村井貞之   | 伊藤秀樹          | 伊藤秀樹            | 本橋秀之 青野厚司 池田早香                                            | -               | 12月20日       |       |       |       |       |       |       |       |       |       |       |       |       |       |       |       |       |       |
| 特別篇1 | 一夜杯               | 吉永亞矢   | 寺東克己          | 小林孝志            | 川添政和 伊藤秀樹 宗崎暢芳 青野厚司 合田真粧美                        | 伊藤秀樹        | 2018年 2月3日  |       |       |       |       |       |       |       |       |       |       |       |       |       |       |       |       |       |
| 特別篇2 | 遊戲之宴             | 大野木寬   | 柳屋圭宏          | 柳屋圭宏            | 宗崎暢芳 齊藤和也 青野厚司 本橋秀之                                   | -               | 2018年 2月3日  |       |       |       |       |       |       |       |       |       |       |       |       |       |       |       |       |       |
| 第6期   |                      |            |                   |                     |                                                                       |                 |                |       |       |       |       |       |       |       |       |       |       |       |       |       |       |       |       |       |
| 1       | 月日食               | 村井貞之   | 出合小都美        | 出合小都美          | 田中織枝                                                              | 伊藤秀樹        | 2017年 4月11日 |       |       |       |       |       |       |       |       |       |       |       |       |       |       |       |       |       |
| 2       | 明日綻放             | 吉永亞矢   | 佐山聖子          | 佐佐木純人          | Kim Myeongsim 赤堀重雄                                                | 伊藤秀樹        | 4月18日        |       |       |       |       |       |       |       |       |       |       |       |       |       |       |       |       |       |
| 3       | 雙偶                 | 國澤真理子 | 寺東克己          | 梅本唯              | 久木晃嗣 川添政和                                                     | 伊藤秀樹        | 4月25日        |       |       |       |       |       |       |       |       |       |       |       |       |       |       |       |       |       |
| 4       | 不同的眼眸           | 大野木寬   | 大城美幸          | 大城美幸            | 山崎繪里                                                              | 伊藤秀樹        | 5月2日         |       |       |       |       |       |       |       |       |       |       |       |       |       |       |       |       |       |
| 5       | 受縛者               | 大野木寬   | 大城美幸          | 大城美幸            | 西川繪奈 大城美幸                                                     | 伊藤秀樹        | 5月9日         |       |       |       |       |       |       |       |       |       |       |       |       |       |       |       |       |       |
| 6       | 西村和北本           | 村井貞之   | 吉田泰三          | 村上勉              | 李少雷 YU BONGHYUN Park JaeSeok                                       | 伊藤秀樹        | 5月16日        |       |       |       |       |       |       |       |       |       |       |       |       |       |       |       |       |       |
| 7       | 御持的恩人           | 吉永亞矢   | 金森陽子          | 金森陽子            | 川添政和 川妻智美                                                     | 伊藤秀樹        | 5月25日        |       |       |       |       |       |       |       |       |       |       |       |       |       |       |       |       |       |
| 8       | 終究會來的日子       | 國澤真理子 | 梅本唯            | 岩崎太郎            | 田中織枝 山崎繪里                                                     | 伊藤秀樹        | 5月30日        |       |       |       |       |       |       |       |       |       |       |       |       |       |       |       |       |       |
| 9       | 流逝而去             | 大野木寬   | 菅沼榮治          | 鈴木孝聰            | 西川繪奈 青野厚司                                                     | 伊藤秀樹        | 6月6日         |       |       |       |       |       |       |       |       |       |       |       |       |       |       |       |       |       |
| 10      | 被封鎖的房間         | 大森貴弘   | 寺東克己          | 菅原靜貴            | 川添政和 川妻智美                                                     | 伊藤秀樹        | 6月13日        |       |       |       |       |       |       |       |       |       |       |       |       |       |       |       |       |       |
| 11      | 重要的東西           | 大森貴弘   | 寺東克己          | 出合小都美          | 田中織枝 山崎繪里 大城美幸 伊藤秀樹 富永拓生                          | 伊藤秀樹        | 6月20日        |       |       |       |       |       |       |       |       |       |       |       |       |       |       |       |       |       |
| 特別篇1 | 鈴鳴的樹根           | 村井貞之   | 寺東克己          | 川久保圭史          | 鎌田均                                                                | 伊藤秀樹        | 2018年 2月10日 |       |       |       |       |       |       |       |       |       |       |       |       |       |       |       |       |       |
| 特別篇2 | 夢幻的碎片           | 國澤真理子 | 岩崎太郎          | 出合小都美          | 川妻智美                                                              | 伊藤秀樹        | 2018年 2月10日 |       |       |       |       |       |       |       |       |       |       |       |       |       |       |       |       |       |
| 第7期   |                      |            |                   |                     |                                                                       |                 |                |       |       |       |       |       |       |       |       |       |       |       |       |       |       |       |       |       |
| 1       |                      | 大森貴弘   | 伊藤秀樹          | 伊藤秀樹            | 尾井久郎 玉置敬子                                                     | 高田晃          | 2024年 10月7日 |       |       |       |       |       |       |       |       |       |       |       |       |       |       |       |       |       |
| 2       |                      | 村井貞之   | 伊藤秀樹          | 伊藤秀樹            | 狩野都                                                                | 田中織枝        | 10月14日       |       |       |       |       |       |       |       |       |       |       |       |       |       |       |       |       |       |
| 3       |                      | 大野木寬   | 大城美幸          | 大城美幸            | 川村敏江                                                              | 高田晃          | 10月23日       |       |       |       |       |       |       |       |       |       |       |       |       |       |       |       |       |       |
| 4       |                      | 吉永亞矢   | 川崎芳樹          | 高田淳 伊藤秀樹     | 尾井久郎 玉置敬子                                                     | 田中織枝        | 10月28日       |       |       |       |       |       |       |       |       |       |       |       |       |       |       |       |       |       |
| 5       | 小鬍子的寶藏         | 大森貴弘   | 大森貴弘          | 大森貴弘            | 狩野都                                                                | 高田晃          | 11月4日        |       |       |       |       |       |       |       |       |       |       |       |       |       |       |       |       |       |
| 6       | 废弃车站 二轮        | 大野木寬   | 大城美幸          | 大城美幸            | 川村敏江                                                              | 高田晃          | 11月11日       |       |       |       |       |       |       |       |       |       |       |       |       |       |       |       |       |       |
| 7       | 难办的两人           | 吉永亞矢   | 川妻智美          | 川妻智美            | 川村敏江 狩野都 玉置敬子 川妻智美                                     | 田中織枝        | 11月18日       |       |       |       |       |       |       |       |       |       |       |       |       |       |       |       |       |       |
| 8       | 月夜的夏目           | 吉永亞矢   | 大森貴弘          | 大森貴弘            | 狩野都 川村敏江 尾井久郎 玉置敬子 川妻智美                            | 高田晃          | 11月25日       |       |       |       |       |       |       |       |       |       |       |       |       |       |       |       |       |       |
| 9       | 阻擋儀式的人         | 大森貴弘   | 大城美幸          | 大城美幸            | 川村敏江                                                              | 田中織枝        | 12月2日        |       |       |       |       |       |       |       |       |       |       |       |       |       |       |       |       |       |
| 10      | 殘留約定的家         | 大森貴弘   | 大城美幸          | 大城美幸            | 尾井久郎 大城美幸 玉置敬子                                            | 田中織枝        | 12月9日        |       |       |       |       |       |       |       |       |       |       |       |       |       |       |       |       |       |
| 11      | 告訴我你的名字       | 村井貞之   | 伊藤秀樹          | 伊藤秀樹            | 川村敏江 狩野都 川妻智美 川添政和 中村深雪 尾井久郎                   | 田中織枝        | 12月16日       |       |       |       |       |       |       |       |       |       |       |       |       |       |       |       |       |       |
| 12      | 美麗的夢神           | 村井貞之   | 伊藤秀樹          | 伊藤秀樹            | 狩野都 尾井久郎 太田里香 川村敏江 川妻智美                            | 高田晃          | 12月23日       |       |       |       |       |       |       |       |       |       |       |       |       |       |       |       |       |       |

### 播放電視台
日本深夜動畫：下文記載的日本国内播放時間使用日本標準時間（UTC+9）表示。因為部分時間标识會採用30小时制，因此請留意这类超过24:00的时间，其實際播放時間為翌日清晨。
| 播放地區       | 播放電視台   | 播放期間                | 播放時間            | 播放區分   |
| 第1期          | 第1期        | 第1期                   | 第1期               | 第1期      |
| -------------- | ------------ | ----------------------- | ------------------- | ---------- |
| 關東廣域圈     | 東京電視台   | 2008年7月7日－9月29日   | 星期一 25:00－25:30 | TXN        |
| 愛知縣         | 愛知電視台   | 2008年7月8日－9月30日   | 星期二 25:28－25:58 | TXN        |
| 北海道         | TV北海道     | 2008年7月8日－9月30日   | 星期二 26:30－27:00 | TXN        |
| 福岡縣         | TVQ九州放送  | 2008年7月10日－10月2日  | 星期四 26:48－27:18 | TXN        |
| 大阪府         | 大阪電視台   | 2008年7月12日－10月4日  | 星期六 26:05－26:35 | TXN        |
| 岡山縣・香川縣 | 瀨戶內電視台 | 2008年7月12日－10月4日  | 星期六 26:10－26:40 | TXN        |
| 熊本縣         | 熊本電視台   | 2008年8月4日－10月27日  | 星期一 25:55－26:25 | FNS        |
| 日本全國       | AT-X         | 2008年9月5日－11月28日  | 星期五 10:30－11:00 | 衛星電視   |
| 第2期          |              |                         |                     |            |
| 關東廣域圈     | 東京電視台   | 2009年1月5日－3月30日   | 星期一 25:00－25:30 | TXN        |
| 愛知縣         | 愛知電視台   | 2009年1月6日－3月31日   | 星期二 25:28－25:58 | TXN        |
| 北海道         | TV北海道     | 2009年1月6日－3月31日   | 星期二 26:30－27:00 | TXN        |
| 福岡縣         | TVQ九州放送  | 2009年1月8日－4月2日    | 星期四 26:48－27:18 | TXN        |
| 大阪府         | 大阪電視台   | 2009年1月10日－4月4日   | 星期六 26:05－26:35 | TXN        |
| 岡山縣・香川縣 | 瀨戶內電視台 | 2009年1月10日－4月4日   | 星期六 26:10－26:40 | TXN        |
| 第3期          |              |                         |                     |            |
| 關東廣域圈     | 東京電視台   | 2011年7月4日－9月26日   | 星期一 25:30－26:00 | TXN        |
| 大阪府         | 大阪電視台   | 2011年7月5日－9月27日   | 星期二 26:05－26:35 | TXN        |
| 福岡縣         | TVQ九州放送  | 2011年7月5日－9月27日   | 星期二 26:30－27:00 | TXN        |
| 岡山縣・香川縣 | 瀨戶內電視台 | 2011年7月6日－9月28日   | 星期三 25:50－26:20 | TXN        |
| 北海道         | TV北海道     | 2011年7月6日－9月28日   | 星期三 26:20－26:50 | TXN        |
| 愛知縣         | 愛知電視台   | 2011年7月7日－9月29日   | 星期四 26:30－27:00 | TXN        |
| 日本全国       | AT-X         | 2011年7月12日－10月4日  | 星期四 11:30－12:00 | 衛星電視   |
| 第4期          |              |                         |                     |            |
| 關東廣域圈     | 東京電視台   | 2012年1月2日－3月26日   | 星期一 25:30－26:00 | TXN        |
| 福岡縣         | TVQ九州放送  | 2012年1月3日－3月27日   | 星期二 26:28－26:58 | TXN        |
| 岡山縣・香川縣 | 瀨戶內電視台 | 2012年1月4日－3月28日   | 星期三 25:50－26:20 | TXN        |
| 北海道         | TV北海道     | 2012年1月4日－3月28日   | 星期三 26:20－26:50 | TXN        |
| 愛知縣         | 愛知電視台   | 2012年1月5日－3月29日   | 星期四 26:30－27:00 | TXN        |
| 日本全國       | AT-X         | 2012年1月10日－4月3日   | 星期二 11:30－12:00 | 衛星電視   |
| 大阪府         | 大阪電視台   | 2012年1月10日－3月27日  | 星期二 26:05－26:35 | 東京電視網 |
| 熊本縣         | 熊本電視台   | 2012年1月16日－4月16日  | 星期一 26:25－26:55 | 富士電視網 |
| 第5期          |              |                         |                     |            |
| 關東廣域圈     | 東京電視台   | 2016年10月4日：12月20日 | 週二 25:35：26:05   | 東京電視網 |
| 北海道         | TV北海道     | 2016年10月4日：12月20日 | 週二 25:35：26:05   | 東京電視網 |
| 大阪府         | 大阪電視台   | 2016年10月4日：12月20日 | 週二 25:35：26:05   | 東京電視網 |
| 岡山縣、香川縣 | 瀨戶內電視台 | 2016年10月4日：12月20日 | 週二 25:40：26:10   | 東京電視網 |
| 福岡縣         | TVQ九州放送  | 2016年10月4日：12月20日 | 週二 26:35：27:05   | 東京電視網 |
| 愛知縣         | 愛知電視台   | 2016年10月4日：12月20日 | 週二 27:05：27:35   | 東京電視網 |
| 日本全國       | AT-X         | 2016年10月5日：12月21日 | 週三 22:30：23:00   | 衛星電視   |
| 第6期          |              |                         |                     |            |
| 關東廣域圈     | 東京電視台   | 2017年4月11日：6月20日  | 週二 25:35：26:05   | 東京電視網 |
| 北海道         | TV北海道     | 2017年4月11日：6月20日  | 週二 25:35：26:05   | 東京電視網 |
| 大阪府         | 大阪電視台   | 2017年4月11日：6月20日  | 週二 25:35：26:05   | 東京電視網 |
| 岡山縣、香川縣 | 瀨戶內電視台 | 2017年4月11日：6月20日  | 週二 25:40：26:10   | 東京電視網 |
| 福岡縣         | TVQ九州放送  | 2017年4月11日：6月20日  | 週二 26:35：27:05   | 東京電視網 |
| 愛知縣         | 愛知電視台   | 2017年4月11日：6月20日  | 週二 27:05：27:35   | 東京電視網 |
| 日本全國       | AT-X         | 2017年4月11日：6月20日  | 週三 23:30：24:00   | 衛星電視   |
| 熊本縣         | 熊本電視台   | 2017年5月7日：          | 週日 25:55：26:25   | 富士電視網 |

| 播放地區 | 播放電視台   | 播放期間                                | 播放時間                                                             | 播放區分       |
| 第1期    | 第1期        | 第1期                                   | 第1期                                                                | 第1期          |
| -------- | ------------ | --------------------------------------- | -------------------------------------------------------------------- | -------------- |
| 臺灣     | 緯來日本台   | 2011年1月20日－2月9日                   | 週一至五 18:00－18:30 2月8日至2月9日 19:00－19:30                    | 有線電視       |
| 香港     | 香港電視網絡 | 2015年1月27日－2月10日                  | 週一至五 23:00－23:30、週六 23:10－23:35                             | 網路、行動電視 |
| 第2期    |              |                                         |                                                                      |                |
| 臺灣     | 緯來日本台   | 2011年2月10日－2月28日                  | 週一至五 18:00－18:30 2月10日至2月11日 19:00－19:30                  | 有線電視       |
| 香港     | 香港電視網絡 | 2015年2月11日－2月26日 2月20日 暫停播映 | 週一至五 23:00－23:30、週六 23:10－23:35 2月23日起 每天 23:00－23:30 | 網路、行動電視 |
| 第3期    |              |                                         |                                                                      |                |
| 臺灣     | 緯來日本台   | 2012年7月4日－7月12日                   | 週一至五 18:30－19:30（二集連播） 7月12日 18:30－19:00               | 有線電視       |
| 香港     | 香港電視網絡 | 2015年2月27日－3月11日                  | 每天 23:00－23:30 3月10日 23:30－24:00                               | 網路、行動電視 |
| 第4期    |              |                                         |                                                                      |                |
| 臺灣     | 緯來日本台   | 2012年7月12日－7月20日                  | 週一至五 18:30－19:30（二集連播） 7月12日 19:00－19:30               | 有線電視       |
| 香港     | 香港電視網絡 | 2015年3月12日－3月24日                  | 每天 23:00－23:30 3月14日、3月21日 22:50－23:25                      | 網路、行動電視 |
| 第5期    |              |                                         |                                                                      |                |
| 臺灣     | i-Fun動漫台  | 2016年10月6日－12月22日 與日同步首播    | 週四 21:00－21:30 週六11:00－11:30重播                               | 中華電信MOD    |
| 臺灣     | 緯來日本台   | 2017年7月3日－7月18日                   | 週一至五 19:00－19:30                                                | 有線電視       |
| 第6期    |              |                                         |                                                                      |                |
| 臺灣     | i-Fun動漫台  | 2017年4月16日－6月25日 與日同步首播     | 週日 11:30－12:00 隔週日11:00－11:30重播前集                         | 中華電信MOD    |
| 臺灣     | 緯來日本台   | 2017年7月19日－8月2日                   | 週一至五 19:00－19:30                                                | 有線電視       |

## 廣播劇CD
《LaLa》本誌廣播劇CD化。
- LaLa 「夏目友人帳～ダム底の燕～」（2007年10月號附錄）
- LaLa 「夏目雑記帳～消えた屋台～」（2008年11月號附錄）
- LaLa 「名取芸能帳～キラメキは永遠に」（2009年5月號附錄）

## 劇場版

### 劇場動畫（第1作）
劇場版 夏目友人帳 ～緣結空蟬～

### 工作人員（第1作）
- 原作：綠川幸
- 總導演：大森貴弘
- 導演：伊藤秀樹
- 劇本：村井貞之
- 妖怪設計、動作作畫監督：山田起生
- 配角設計：萩原弘光
- 美術：涉谷幸弘
- 色彩設計：宮脇裕美
- 攝影：田村仁、川田哲矢
- 編輯：關一彥
- 音樂：吉森信（日语：吉森信）
- 主題歌：Uru「remember」（Sony Music Associated Records）
- 動畫製作：朱夏
- 製作：夏目友人帳Project
- 影片發行：Aniplex

### 登場角色（第1作）
- 夏目貴志：神谷浩史 /（少年時代）藤村步
- 貓咪老師・斑：井上和彥
- 夏目玲子：小林沙苗
- 結城大輔：村瀨步
- 藤原塔子：伊藤美紀
- 藤原 滋：伊藤栄次（日语：伊藤栄次）
- 田沼 要：堀江一真
- 多軌 透：佐藤利奈
- 西村 悟：木村良平
- 北本篤史：菅沼久義
- 笹田 純：澤城美雪
- 名取周一：石田彰
- 柊：雪野五月
- 笹後：川澄綾子
- 瓜姫：樋口曉里
- 丙：岡村明美
- 三篠：黒田崇矢
- 小鬍子：チョー
- 獨眼中級妖怪：松山鷹志（日语：松山鷹志）
- 牛臉中級妖怪：下崎紘史（日语：下崎紘史）
- 河童：知桐京子（日语：知桐京子）
- 津村容莉枝：島本須美
- 津村椋雄：高良健吾
- 門門坊：小峠英二（日语：小峠英二）（Viking（日语：バイきんぐ））
- 六手怪：西村瑞樹（日语：西村瑞樹）（Viking（日语：バイきんぐ））

### 劇場動畫（第2作）
夏目友人帳 喚石與可疑訪客

### 工作人員（第2作）
- 原作：綠川幸
- 總導演：大森貴弘
- 導演：伊藤秀樹
- 劇本：大森貴弘、村井貞之
- 分鏡・演出：伊藤秀樹、大城美幸
- 妖怪設計、動作作畫監督：山田起生
- 配角設計：萩原弘光
- 作畫監督：山崎繪里、田中織枝
- 美術：涉谷幸弘
- 色彩設定：宮脇裕美
- 編輯：關一彥
- 攝影：田村仁
- 音樂：吉森信（日语：吉森信）
- 主題歌：Anly「星瞬〜Star Wink〜」（索尼音樂品牌）
- 影片發行：Aniplex
- 動畫製作：朱夏
- 製作：「夏目友人帳」製作委員會

### 登場角色（第2作）
- 夏目貴志：神谷浩史
- 貓咪老師・斑：井上和彥
- 田沼 要：堀江一真
- 三篠：黒田崇矢
- 丙：岡村明美
- 小鬍子：チョー
- 獨眼中級妖怪：松山鷹志（日语：松山鷹志）
- 牛臉中級妖怪：下崎紘史（日语：下崎紘史）
- 三美：金元壽子

## 外部連結
- 漫画
  - 夏目友人帳｜白泉社 （页面存档备份，存于）
  - 夏目友人帳公式ツイッター的X（前Twitter）
  - 「夏目友人帳」白泉社ページ的Facebook專頁
- 动画
  - アニメ 夏目友人帳 公式サイト （页面存档备份，存于）
  - 劇場版 夏目友人帳 〜うつせみに結ぶ〜 （页面存档备份，存于）
  - 夏目友人帳 石起こしと怪しき来訪者 （页面存档备份，存于）
  - アニメ夏目友人帳的X（前Twitter）
  - 夏目友人帳 アニメ公式サイト （页面存档备份，存于）：日本アドシステムズ
  - 夏目友人帳 （页面存档备份，存于）：テレビ東京
  - 続 夏目友人帳 （页面存档备份，存于）：テレビ東京
  - 夏目友人帳 参 （页面存档备份，存于）：テレビ東京
  - 夏目友人帳 肆 （页面存档备份，存于）：テレビ東京
  - 夏目友人帳 伍 （页面存档备份，存于）：テレビ東京
  - 夏目友人帳 陸 （页面存档备份，存于）：テレビ東京
- 其他
  - 夏目友人帳スペシャルサイト （页面存档备份，存于）：タカラトミーアーツ
  - インターネットラジオステーション＜音泉＞ ラジオ夏目友人帳〜秋ノ章〜，存于